# Liste der Baudenkmäler in Haidhausen
Auf dieser Seite sind die Baudenkmäler im Münchner Stadtteil Haidhausen im Stadtbezirk 5 Au-Haidhausen aufgelistet. Zu diesen Baudenkmälern gibt es auch eine Bildersammlung und ein Fotoalbum mit ausgewählten Bildern.
Diese Liste ist Teil der Liste der Baudenkmäler in München. Grundlage ist die Bayerische Denkmalliste, die auf Basis des bayerischen Denkmalschutzgesetzes vom 1. Oktober 1973 erstmals erstellt wurde und seither durch das Bayerische Landesamt für Denkmalpflege geführt und aktualisiert wird. Die folgenden Angaben ersetzen nicht die rechtsverbindliche Auskunft der Denkmalschutzbehörde.

## Ensembles
- Haidhausen. Der Bereich von Haidhausen in seiner Ausdehnung zwischen Kirchenstraße, Preysingstraße, Steinstraße bis hin zum Maximilianeum ist ein Ensemble. Er ist anschauliches Beispiel für die sukzessive Umwandlung einer ursprünglichen Dorf- und Vorstadtsituation in ein städtisches Quartier, wobei das frühe und mittlere 19. Jahrhundert neue bauliche Strukturen schafft, das späte 19. Jahrhundert alte Linien in der Bebauung belässt, aber überformt und städtebaulich erst pointiert. (E-1-62-000-22)

- Ostbahnhofviertel. Das ab 1870 angelegte Ostbahnhofviertel ist das bedeutendste Beispiel des geometrischen Städtebaus der Gründerzeit in München. Als einheitlich geplantes und bebautes Stadterweiterungsgebiet und als deutlich nach außen begrenztes und in sich geschlossenes Quartier mit den Merkmalen starker räumlicher und architektonischer Homogenität bildet es ein Ensemble. Über die historischen und ästhetischen Qualitäten hinaus zeichnet sich der satellitenartige Stadtteil durch ausgeprägte urbane Eigenschaften aus, Faktoren, deren Entstehen zwar nicht ursächlich, aber doch in entscheidender Mitwirkung durch die strukturell vorgegebenen architektonischen Bezugsfunktionen und die deutlichen Orientierungsqualitäten der Raum- und Architekturphysiognomie erklärbar sein dürften. Auf dem Hintergrund gleichzeitiger und in etwa flächengleicher Stadterweiterungsprojekte in Deutschland nimmt das Ostbahnhofviertel eine einmalige Stelle ein. Mit seinen Straßen- und Platznamen erinnert das Ostbahnhofviertel an den Deutsch-Französischen Krieg von 1870/71, was ihm auch die Bezeichnung „Franzosenviertel“ eingebracht hat. (E-1-62-000-48)

- Prinzregentenstraße links und rechts der Isar. Die Prinzregentenstraße in ihrem Verlauf zwischen Prinz-Carl-Palais im Westen und Richard-Strauss-Straße/Leuchtenbergring im Osten ist ein Ensemble von besonderer städtebaulicher Bedeutung. Es ist anschauliches Beispiel einer großstädtischen Hauptstraße, in der eine Monumentalstraße vom Typus barocker Prospektstraßen mit den Prinzipien des malerischen Städtebaus und seinen wechselvollen Bild-Situationen verbunden ist, wobei auch in vorbildlicher Weise eine künstlerische Beziehung zwischen Stadt und Fluss gewonnen werden konnte. Die besondere städtebauliche Leistung erschließt sich in den wechselnden Bildern einer Art Straßen-Landschaft von beträchtlicher Längenausdehnung vor allem im Bewegungsablauf durch den gesamten Straßenzug links und rechts der Isar, wobei das Friedensdenkmal oberhalb der Luitpoldterrasse eine Gelenkfunktion einnimmt. (E-1-62-000-54)

## Baudenkmäler

### A
| Lage                       | Objekt            | Beschreibung                                                                                             | Akten-Nr.               | Bild           |
| -------------------------- | ----------------- | --- | ----------------------- | -------------- |
| Am Gasteig 2 (Standort)    | Kreuzigungsgruppe | Steinfiguren Maria und Johannes der Evangelist, um 1720 von Gabriel Luidl; Kruzifix modern; im Vorgarten | D-1-62-000-278 Wikidata | weitere Bilder |
| An der Kreppe 1 (Standort) | Kleinhaus         | Ende 18. oder Anfang 19. Jahrhundert                                                                     | D-1-62-000-327 Wikidata | Kleinhaus      |
| An der Kreppe 3 (Standort) | Kleinhaus         | Erste Hälfte 19. Jahrhundert                                                                             | D-1-62-000-329 Wikidata | Kleinhaus      |
| An der Kreppe 5 (Standort) | Kleinhaus         | Ende 18. oder Anfang 19. Jahrhundert, an Nr. 1 anschließend.                                             | D-1-62-000-330 Wikidata | Kleinhaus      |

### B
| Lage                            | Objekt                         | Beschreibung | Akten-Nr.                | Bild                           |
| ------------------------------- | ------------------------------ | --- | ------------------------ | ------------------------------ |
| Balanstraße 4 (Standort)        | Mietshaus                      | neubarock, um 1890/1900 | D-1-62-000-551 Wikidata  | Mietshaus                      |
| Balanstraße 11 (Standort)       | Mietshaus                      | in spätklassizistischer Tradition, um 1870/80 | D-1-62-000-552 Wikidata  | Mietshaus                      |
| Balanstraße 12 (Standort)       | Mietshaus                      | deutsche Renaissance, breite Fassade mit mittlerem Zwerchhaus und Stuckdekor, um 1890/1900 | D-1-62-000-553 Wikidata  | Mietshaus                      |
| Balanstraße 14 (Standort)       | Mietshaus                      | barockisierend, mit Putzgliederung und zwei Erkern, um 1900 | D-1-62-000-554 Wikidata  | Mietshaus                      |
| Balanstraße 15 (Standort)       | Mietshaus                      | in schlichten spätklassizistischen Formen, um 1870/80 | D-1-62-000-555 Wikidata  | Mietshaus                      |
| Balanstraße 16 (Standort)       | Mietshaus in Ecklage           | mit schlichter Putzgliederung und Schweifgiebel, um 1900 | D-1-62-000-556 Wikidata  | Mietshaus in Ecklage           |
| Balanstraße 17 (Standort)       | Mietshaus                      | deutsche Renaissance, mit Maßwerkdekor, 1897/98 von Georg Müller | D-1-62-000-557 Wikidata  | Mietshaus                      |
| Balanstraße 19 (Standort)       | Mietshaus                      | neubarock, mit Stuckdekor, um 1890; Gruppe mit dem gleichartigen Nr. 21 | D-1-62-000-558 Wikidata  | weitere Bilder                 |
| Balanstraße 21 (Standort)       | Mietshaus                      | neubarock, mit Stuckdekor, um 1890; Gruppe mit Nr. 19 | D-1-62-000-559 Wikidata  | Mietshaus                      |
| Balanstraße 23 (Standort)       | Mietshaus                      | neubarock, mit Giebel über der breit abgeschrägten Ecke, Ende 19. Jahrhundert; Gruppe mit Pariser Straße 1                                                                                    | D-1-62-000-560 Wikidata  | weitere Bilder                 |
| Balanstraße 29 (Standort)       | Mietshaus                      | neubarock, mit Erker und Stuckdekor, um 1890/1900 | D-1-62-000-561 Wikidata  | weitere Bilder                 |
| Balanstraße 31 (Standort)       | Mietshaus                      | Viergeschossiger Mansarddachbau mit Erker, Zwerchhaus, von Anton Hatzl, 1900, Fassade später purifiziert; bauliche Gruppe mit Balanstraße 33; seitlich und rückwärtig Hofmauer, gleichzeitig. | D-1-62-000-11091         | weitere Bilder                 |
| Balanstraße 33 (Standort)       | Mietshaus                      | neubarock, mit Erker, um 1890/1900; Gruppe mit Nr. 35 | D-1-62-000-562 Wikidata  | Mietshaus                      |
| Balanstraße 35 (Standort)       | Mietshaus                      | neubarock, mit Eckturm und Erker, 1900/1901 von Hans Thaler und Anton Hatzl; Gruppe mit Nr. 33                                                                                                | D-1-62-000-563 Wikidata  | Mietshaus                      |
| Balanstraße 47 (Standort)       | Mietshaus                      | stattlicher Neurenaissance-Eckbau, 1895 mit Erker von 1911 | D-1-62-000-564 Wikidata  | Mietshaus                      |
| Bazeillesstraße 5 (Standort)    | Mietshaus                      | Neurenaissance, Ende 19. Jahrhundert; Block mit Nr. 7 | D-1-62-000-653 Wikidata  | Mietshaus                      |
| Bazeillesstraße 7 (Standort)    | Mietshaus                      | Neurenaissance, Ende 19. Jahrhundert; Block mit Nr. 5 | D-1-62-000-654 Wikidata  | Mietshaus                      |
| Bazeillesstraße 8 (Standort)    | Volksschule                    | barockisierend, reich gegliedert, 1895–97 von Carl Hocheder d. Ä. | D-1-62-000-655 Wikidata  | weitere Bilder                 |
| Bazeillesstraße 9 (Standort)    | Mietshaus                      | neubarock, 1895; Block mit Nr. 11 | D-1-62-000-656 Wikidata  | Mietshaus                      |
| Bazeillesstraße 11 (Standort)   | Mietshaus                      | neubarock, um 1895; Block mit Nr. 9 | D-1-62-000-657 Wikidata  | Mietshaus                      |
| Bazeillesstraße 17 (Standort)   | Mietshausgruppe                | schlichter Jugendstil, 1912 von F. P. Spath, mit Mosaikfeldern. Bauliche Einheit mit Bazeillesstraße 19                                                                                       | D-1-62-000-658 Wikidata  | Mietshausgruppe                |
| Bazeillesstraße 19 (Standort)   | Mietshaus                      | viergeschossiger, traufseitiger Satteldachbau mit Mosaikfeldern, schlichter Jugendstil, von F. P. Spath, 1912; bauliche Einheit mit Bazeillesstraße 17                                        | D-1-62-000-8671 Wikidata | Mietshaus                      |
| Belfortstraße 3 (Standort)      | Mietshaus                      | deutsche Renaissance, um 1890/1900 | D-1-62-000-672 Wikidata  | weitere Bilder                 |
| Belfortstraße 4 (Standort)      | Mietshaus                      | neubarock, reich gegliedert, um 1890/1900 | D-1-62-000-673 Wikidata  | Mietshaus                      |
| Belfortstraße 5 (Standort)      | Mietshaus                      | deutsche Renaissance, mit Stuckdekor, um 1890/1900 | D-1-62-000-674 Wikidata  | weitere Bilder                 |
| Belfortstraße 9 (Standort)      | Mietshaus                      | Neurenaissance, mit zierlichem, barockisierendem Stuck, 1890/1900 | D-1-62-000-675 Wikidata  | weitere Bilder                 |
| Belfortstraße 10 (Standort)     | Mietshaus                      | neubarock, reich gegliedert und stuckiert, 1897/98 von Hans Thaler und Georg Müller | D-1-62-000-676 Wikidata  | Mietshaus                      |
| Belfortstraße 12 (Standort)     | Mietshaus                      | Neurenaissance, mit sehr reicher Gliederung, 1897/98 | D-1-62-000-677 Wikidata  | Mietshaus                      |
| Belfortstraße 14 (Standort)     | Mietshaus                      | Neurenaissance, reich gegliederter Eckbau, Ende 19. Jahrhundert | D-1-62-000-678 Wikidata  | Mietshaus                      |
| Bogenstraße 1 (Standort)        | Mietshaus                      | neubarock, mit Stuckdekor, um 1900 | D-1-62-000-912 Wikidata  | Mietshaus                      |
| Bogenstraße 2/3 (Standort)      | Langgestrecktes Vorstadthaus   | biedermeierlich, Mitte 19. Jahrhundert | D-1-62-000-913 Wikidata  | Langgestrecktes Vorstadthaus   |
| Bogenstraße 8, 9 (Standort)     | Block aus zwei Vorstadthäusern | biedermeierlich, mit Schopfwalm, Mitte 19. Jahrhundert | D-1-62-000-914 Wikidata  | Block aus zwei Vorstadthäusern |
| Bogenstraße 10, 11 (Standort)   | Block aus zwei Vorstadthäusern | biedermeierlich, mit Schopfwalm, Mitte 19. Jahrhundert | D-1-62-000-915 Wikidata  | Block aus zwei Vorstadthäusern |
| Bordeauxplatz (Standort)        | Brunnen                        | rechteckiges Bassin, an den Ecken steinerne Tierfiguren auf Sockeln, gestaltet von Alfred Keller und Seibel, bezeichnet 1929                                                                  | D-1-62-000-7666 Wikidata | weitere Bilder                 |
| Braystraße 22 (Standort)        | Mietshaus                      | barockisierender Jugendstil, reich gegliederter Eckbau, Anfang 20. Jahrhundert | D-1-62-000-960 Wikidata  | Mietshaus                      |
| Breisacher Straße 3 (Standort)  | Mietshaus                      | neubarock, mit Stuckdekor, 1899 | D-1-62-000-963 Wikidata  | Mietshaus                      |
| Breisacher Straße 4 (Standort)  | Mietshaus                      | neubarock, mit zwei Erkern, reich gegliedert und stuckiert, um 1890/1900 | D-1-62-000-964 Wikidata  | weitere Bilder                 |
| Breisacher Straße 7 (Standort)  | Mietshaus                      | Jugendstil, mit zwei Erkern, um 1900 | D-1-62-000-965 Wikidata  | weitere Bilder                 |
| Breisacher Straße 8 (Standort)  | Mietshaus                      | neubarock, reich stuckiert, 1897 von Hans Thaler; vergleiche Nr. 10 | D-1-62-000-966 Wikidata  | weitere Bilder                 |
| Breisacher Straße 10 (Standort) | Mietshaus                      | neubarock, reich gegliederter und stuckierter Eckbau, 1896/97 von Hans Thaler; Gruppe mit Nr. 8                                                                                               | D-1-62-000-967 Wikidata  | weitere Bilder                 |
| Breisacher Straße 11 (Standort) | Mietshaus                      | neubarock, mit Mittelgiebel, um 1900 | D-1-62-000-968 Wikidata  | Mietshaus                      |
| Breisacher Straße 12 (Standort) | Mietshaus                      | deutsche Renaissance, um 1890/1900 | D-1-62-000-969 Wikidata  | Mietshaus                      |
| Breisacher Straße 14 (Standort) | Mietshaus                      | neubarock, mit reichem Stuckdekor, um 1890/1900 | D-1-62-000-970 Wikidata  | Mietshaus                      |
| Breisacher Straße 18 (Standort) | Mietshaus                      | neubarock, reich gegliederter und stuckierter Eckbau, 1896 | D-1-62-000-971 Wikidata  | Mietshaus                      |
| Breisacher Straße 19 (Standort) | Mietshaus                      | Neurenaissance-Eckbau, um 1890/1900 | D-1-62-000-972 Wikidata  | Mietshaus                      |
| Breisacher Straße 22 (Standort) | Mietshaus                      | deutsche Renaissance, 1901 von Hans Thaler; Gruppe mit Nr. 24 und 26 | D-1-62-000-973 Wikidata  | Mietshaus                      |
| Breisacher Straße 23 (Standort) | Mietshaus                      | neubarock, reich gegliedert und stuckiert, um 1890/1900 | D-1-62-000-974 Wikidata  | weitere Bilder                 |
| Breisacher Straße 24 (Standort) | Mietshaus                      | deutsche Renaissance, um 1900; Gruppe mit Nr. 22 und 26 | D-1-62-000-975 Wikidata  | Mietshaus                      |
| Breisacher Straße 26 (Standort) | Mietshaus                      | deutsche Renaissance, um 1900; Gruppe mit Nr. 22 und 24 | D-1-62-000-976 Wikidata  | Mietshaus                      |
| Breisacher Straße 27 (Standort) | Mietshaus                      | viergeschossiger, traufständiger Satteldachbau mit geschweiftem Zwerchgiebel, von Jakob Freundorfer, 1897/98                                                                                  | D-1-62-000-9669          | weitere Bilder                 |

### C
| Lage                         | Objekt       | Beschreibung | Akten-Nr.                | Bild         |
| ---------------------------- | ------------ | --- | ------------------------ | ------------ |
| Chorherrstraße 4 (Standort)  | Vorstadthaus | in Ecklage, dreigeschossiger Mansarddachbau mit Zwerchhaus und modernem Eckerker, spätklassizistisch, Mitte 19. Jahrhundert        | D-1-62-000-1055 Wikidata | Vorstadthaus |
| Chorherrstraße 6 (Standort)  | Mietshaus    | in Ecklage, viergeschossiger Satteldachbau mit abgeschrägter Ecke und schlichter Fassadengestaltung, Neurenaissance, wohl um 1870. | D-1-62-000-1056 Wikidata | Mietshaus    |
| Comeniusstraße 1 (Standort)  | Mietshaus    | neubarock, mit zwei Erkern, reich gegliedert, um 1890.                                                                             | D-1-62-000-1111 Wikidata | Mietshaus    |
| Comeniusstraße 2 (Standort)  | Mietshaus    | neubarock, reich gegliedert, mit Stuckdekor, 1892 von Franz Hammel.                                                                | D-1-62-000-1112 Wikidata | Mietshaus    |
| Comeniusstraße 3 (Standort)  | Mietshaus    | neubarock, reich gegliedert, um 1890.                                                                                              | D-1-62-000-1113 Wikidata | Mietshaus    |
| Comeniusstraße 4 (Standort)  | Mietshaus    | Neurenaissance, wohl 1896. | D-1-62-000-1114 Wikidata | Mietshaus    |
| Comeniusstraße 6 (Standort)  | Mietshaus    | Neurenaissance, 1896 erbaut, zum Teil vereinfacht.                                                                                 | D-1-62-000-1115 Wikidata | Mietshaus    |
| Comeniusstraße 8 (Standort)  | Mietshaus    | Neurenaissance, um 1880/90. | D-1-62-000-1116 Wikidata | Mietshaus    |
| Comeniusstraße 10 (Standort) | Mietshaus    | Neurenaissance, um 1880/90. | D-1-62-000-1117 Wikidata | Mietshaus    |

### E
| Lage                                              | Objekt                           | Beschreibung | Akten-Nr.                | Bild                             |
| ------------------------------------------------- | -------------------------------- | --- | ------------------------ | -------------------------------- |
| Eggernstraße 5 (Standort)                         | Mietshaus                        | neubarock, mit Stuckdekor, um 1900.                                                                                   | D-1-62-000-1424 Wikidata | weitere Bilder                   |
| Eggernstraße 10 (Standort)                        | Mietshaus                        | neubarock, um 1900.                                                                                                   | D-1-62-000-1425 Wikidata | Mietshaus                        |
| Einsteinstraße 28 (Standort)                      | Stadtwerke-Verkehrsbetriebe      | malerischer Gruppenbau in nordischer Renaissance, 1890–91                                                             | D-1-62-000-1445 Wikidata | Stadtwerke-Verkehrsbetriebe      |
| Einsteinstraße 32 (Standort)                      | Mietshaus                        | neubarock, mit Erker und Stuckdekor, um 1900.                                                                         | D-1-62-000-1446 Wikidata | Mietshaus                        |
| Einsteinstraße 34 (Standort)                      | Mietshaus                        | deutsche Renaissance, mit Erker, um 1900.                                                                             | D-1-62-000-1447 Wikidata | Mietshaus                        |
| Einsteinstraße 42 (Standort)                      | Unionsbräu                       | stattlicher Bau in deutscher Renaissance, mit drei Erkern und Giebeln, 1896.                                          | D-1-62-000-1448 Wikidata | weitere Bilder                   |
| Einsteinstraße 44 (Standort)                      | Mietshaus                        | Neurenaissance, 1876 erbaut, Fassade etwas vereinfacht.                                                               | D-1-62-000-1449 Wikidata | Mietshaus                        |
| Einsteinstraße 46 (Standort)                      | Mietshaus                        | Neurenaissance, um 1900; vereinfacht; Gruppe mit Nr. 46 a                                                             | D-1-62-000-1450 Wikidata | Mietshaus                        |
| Einsteinstraße 46a (Standort)                     | Mietshaus                        | Neurenaissance, mit Stuckdekor, um 1900; Gruppe mit Nr. 46                                                            | D-1-62-000-1451 Wikidata | Mietshaus                        |
| Einsteinstraße 48 (Standort)                      | Mietshaus                        | neubarock, um 1900.                                                                                                   | D-1-62-000-1452 Wikidata | Mietshaus                        |
| Einsteinstraße 54/58/60/62 (Standort)             | Wohnhausgruppe                   | vor Straßenbahnhof, mit historisierenden Anklängen, 1925–26 von Fritz Beblo und Karl Meitinger; mit Seeriederstraße 1 | D-1-62-000-1453 Wikidata | weitere Bilder                   |
| Einsteinstraße 74 (Standort)                      | Friedhof                         | siehe Kirchenstraße 39                                                                                                | D-1-62-000-3427          | Friedhof                         |
| Einsteinstraße 99 (Standort)                      | Mietshaus                        | spätklassizistisch, um 1870.                                                                                          | D-1-62-000-1456 Wikidata | Mietshaus                        |
| Einsteinstraße 101, 103, 105, 107, 109 (Standort) | Gruppe gleichartiger Mietshäuser | schlicht spätklassizistisch, um 1860/70; Nr. 109 etwas vereinfacht                                                    | D-1-62-000-1457 Wikidata | Gruppe gleichartiger Mietshäuser |
| Einsteinstraße 113 (Standort)                     | Mietshaus                        | neubarock, mit Stuckdekor, bez. 1901                                                                                  | D-1-62-000-1458 Wikidata | Mietshaus                        |
| Einsteinstraße 121 (Standort)                     | Mietshaus                        | neubarock, mit Stuckdekor, um 1900.                                                                                   | D-1-62-000-1460 Wikidata | Mietshaus                        |
| Einsteinstraße 123 (Standort)                     | Mietshaus                        | neubarock, mit Stuckdekor, um 1900.                                                                                   | D-1-62-000-1461 Wikidata | Mietshaus                        |
| Einsteinstraße 125 (Standort)                     | Mietshaus                        | neubarock, mit Stuckdekor, um 1900.                                                                                   | D-1-62-000-1462 Wikidata | Mietshaus                        |
| Einsteinstraße 127 (Standort)                     | Mietshaus                        | neubarocker Eckbau, reich gegliedert, mit Stuckdekor, 1900 von Andreas Aigner.                                        | D-1-62-000-1463 Wikidata | Mietshaus                        |
| Einsteinstraße 131 (Standort)                     | Mietshaus                        | stattliche Neurenaissance, mit Eckaufsatz, um 1900.                                                                   | D-1-62-000-1464 Wikidata | Mietshaus                        |
| Einsteinstraße 135 (Standort)                     | Mietshaus                        | neubarock, mit Stuckdekor, um 1900.                                                                                   | D-1-62-000-1465 Wikidata | Mietshaus                        |
| Einsteinstraße 143 (Standort)                     | Mietshaus                        | Eckbau in deutscher Renaissance, mit Erkerturm und Giebeln, um 1900                                                   | D-1-62-000-1466 Wikidata | Mietshaus                        |
| Elsässer Straße 9 (Standort)                      | Mietshaus                        | Neurenaissance-Eckbau, Ende 19. Jahrhundert                                                                           | D-1-62-000-1495 Wikidata | Mietshaus                        |
| Elsässer Straße 11 (Standort)                     | Mietshaus                        | Neurenaissance, 1896–97                                                                                               | D-1-62-000-1496 Wikidata | Mietshaus                        |
| Elsässer Straße 13 (Standort)                     | Mietshaus                        | neubarock, um 1890 | D-1-62-000-1497 Wikidata | Mietshaus                        |
| Elsässer Straße 14 (Standort)                     | Kleinhaus                        | Erdgeschossiger Satteldachbau, wohl frühes 19. Jahrhundert, Gruppe mit Kirchenstraße 64/64a und 64b                   | D-1-62-000-3444 Wikidata | Kleinhaus                        |
| Elsässer Straße 15 (Standort)                     | Mietshaus                        | neubarock, mit reichem Stuckdekor, um 1890                                                                            | D-1-62-000-1498 Wikidata | Mietshaus                        |
| Elsässer Straße 17 (Standort)                     | Mietshaus                        | schlichte Neurenaissance, Ende 19. Jahrhundert                                                                        | D-1-62-000-1499 Wikidata | Mietshaus                        |
| Elsässer Straße 22 (Standort)                     | Mietshaus                        | stattlicher Jugendstilbau, mit zwei Erkern, Giebel und sehr reicher Dekoration, 1903 von Rosa Barbist.                | D-1-62-000-1500 Wikidata | weitere Bilder                   |
| Elsässer Straße 23 (Standort)                     | Mietshaus                        | neubarock, Eckbau mit Erkern, bezeichnet 1902                                                                         | D-1-62-000-1501 Wikidata | weitere Bilder                   |
| Elsässer Straße 25 (Standort)                     | Mietshaus                        | Neubarock, 1902 von Heilmann und Littmann                                                                             | D-1-62-000-1502 Wikidata | Mietshaus                        |
| Elsässer Straße 26 (Standort)                     | Mietshaus                        | deutsche Renaissance, mit reichem Stuckdekor, um 1900                                                                 | D-1-62-000-1503 Wikidata | weitere Bilder                   |
| Elsässer Straße 28 (Standort)                     | Mietshaus                        | barockisierend, mit Putzgliederung, Anfang 20. Jahrhundert                                                            | D-1-62-000-1504 Wikidata | weitere Bilder                   |
| Elsässer Straße 30 (Standort)                     | Mietshaus                        | neubarock, mit Stuckdekor, um 1900                                                                                    | D-1-62-000-1505 Wikidata | Mietshaus                        |
| Elsässer Straße 31 (Standort)                     | Mietshaus                        | neubarock, reich gegliedert, um 1890/1900                                                                             | D-1-62-000-1506 Wikidata | weitere Bilder                   |
| Elsässer Straße 32 (Standort)                     | Mietshaus                        | neubarock, mit Stuckdekor, bezeichnet 1901                                                                            | D-1-62-000-1507 Wikidata | weitere Bilder                   |
| Elsässer Straße 33 (Standort)                     | Mietshaus                        | Neurenaissance-Eckbau, 1894 von Fritz Schönmann                                                                       | D-1-62-000-1508 Wikidata | Mietshaus                        |
| Elsässer Straße 34 (Standort)                     | Mietshaus                        | deutsche Renaissance, mit Stuckdekor, um 1900; Gruppe mit Nr. 36                                                      | D-1-62-000-1509 Wikidata | weitere Bilder                   |
| Elsässer Straße 36 (Standort)                     | Mietshaus                        | deutsche Renaissance, mit Erkerturm an der Ecke und Stuckdekor, um 1900; Gruppe mit Nr. 34                            | D-1-62-000-1510 Wikidata | Mietshaus                        |
| Ernst-Reuter-Straße 4 (Standort)                  | Volksschule                      | historisierender Gruppenbau, mit skulptiertem Steinportal, 1899–1901 von Wilhelm Bertsch.                             | D-1-62-000-1566 Wikidata | weitere Bilder                   |

### F
| Lage                                  | Objekt                    | Beschreibung | Akten-Nr.                | Bild                      |
| ------------------------------------- | ------------------------- | --- | ------------------------ | ------------------------- |
| Flurstraße 2 (Standort)               | Mietshaus                 | Eckbau in deutscher Renaissance, mit Giebel und Eckturmerker, um 1900; vereinfacht                                                         | D-1-62-000-1723 Wikidata | weitere Bilder            |
| Flurstraße 4 (Standort)               | Volksschule               | historisierender Gruppenbau mit reichem Putzdekor, 1903–05 von Wilhelm Bertsch.                                                            | D-1-62-000-1724 Wikidata | weitere Bilder            |
| Flurstraße 14 (Standort)              | Mietshaus                 | klassizisierend, mittleres 19. Jahrhundert; Gruppe mit Nr. 4 und 5                                                                         | D-1-62-000-1725 Wikidata | Mietshaus                 |
| Flurstraße 18, Rückgebäude (Standort) | Zweigeschossiges Wohnhaus | erbaut 1896; zugehörig zu Vordergebäude Flurstraße 14, vergleiche dort                                                                     | D-1-62-000-7972 Wikidata | Zweigeschossiges Wohnhaus |
| Flurstraße 20 (Standort)              | Mietshaus                 | klassizisierend, mittleres 19. Jahrhundert; Gruppe mit Nr. 3 und 5                                                                         | D-1-62-000-1726 Wikidata | Mietshaus                 |
| Flurstraße 24 (Standort)              | Mietshaus                 | klassizisierend, mittleres 19. Jahrhundert; Gruppe mit Nr. 3 und 4                                                                         | D-1-62-000-1727 Wikidata | Mietshaus                 |
| Flurstraße 30, 32 (Standort)          | Mietshaus in Ecklage      | schlicht spätklassizistisch, um 1870 | D-1-62-000-1728 Wikidata | weitere Bilder            |
| Flurstraße 34 (Standort)              | Mietshaus                 | schlicht spätklassizistisch, um 1870 | D-1-62-000-1729 Wikidata | Mietshaus                 |
| Franziskanerstraße 2 (Standort)       | Mietshaus                 | neubarock, um 1900 | D-1-62-000-1754 Wikidata | Mietshaus                 |
| Franziskanerstraße 2a (Standort)      | Mietshaus                 | deutsche Renaissance, mit Mittelgiebel, figürlichen Reliefs an zwei Erkern und großer Figur Kaiser Franz Josephs, 1898–99 von Rosa Barbist | D-1-62-000-1755 Wikidata | Mietshaus                 |
| Franziskanerstraße 4 (Standort)       | Mietshaus                 | neubarock, mit Mittelturm, reicher Gliederung und Stuckdekor, um 1890/1900                                                                 | D-1-62-000-1756 Wikidata | Mietshaus                 |
| Franziskanerstraße 5 (Standort)       | Mietshaus                 | Neurokoko, mit reichem Stuckdekor, um 1900                                                                                                 | D-1-62-000-1757 Wikidata | Mietshaus                 |
| Franziskanerstraße 6 (Standort)       | Stattliches Bürohaus      | später Jugendstil, mit Putzgliederung, um 1907–08                                                                                          | D-1-62-000-1758 Wikidata | Stattliches Bürohaus      |
| Franziskanerstraße 7 (Standort)       | Mietshaus                 | neubarock, sehr reich gegliedert, mit zwei Erkern und Stuckdekor, 1895 von Franz Hammel                                                    | D-1-62-000-1759 Wikidata | Mietshaus                 |
| Franziskanerstraße 9 (Standort)       | Mietshaus                 | Jugendstil, reich gegliedert und dekoriert, 1910–11 von Max Deschl                                                                         | D-1-62-000-1760 Wikidata | Mietshaus                 |
| Franziskanerstraße 11 (Standort)      | Mietshaus                 | Jugendstil, mit reichem floralem Dekor und Balkongittern, 1903 von Ludwig Grothe                                                           | D-1-62-000-1761 Wikidata | Mietshaus                 |
| Franziskanerstraße 13 (Standort)      | Mietshaus                 | deutsche Renaissance, mit Erker, Türmchen und Maßwerkdekor, um 1900                                                                        | D-1-62-000-1762 Wikidata | Mietshaus                 |
| Franziskanerstraße 17 (Standort)      | Mietshaus                 | in schlichten barockisierenden Formen, mit Eckerker, um 1900                                                                               | D-1-62-000-1763 Wikidata | Mietshaus                 |

### G
| Lage                            | Objekt                                               | Beschreibung                                                                                         | Akten-Nr.                | Bild           |
| ------------------------------- | ---------------------------------------------------- | --- | ------------------------ | -------------- |
| Gallmayerstraße 2 (Standort)    | Mietshaus                                            | Eckbau in deutscher Renaissance, mit reichem Stuckfries, um 1900                                     | D-1-62-000-2032 Wikidata | Mietshaus      |
| Gallmayerstraße 4 (Standort)    | Mietshaus                                            | Jugendstil, mit bewegt gegliederter Fassade, 1901–02 von Johann Lang                                 | D-1-62-000-2033 Wikidata | Mietshaus      |
| Gravelottestraße 7 (Standort)   | Mietshaus                                            | neubarock, mit Stuckdekor, um 1890/1900                                                              | D-1-62-000-2266 Wikidata | Mietshaus      |
| Gravelottestraße 11 (Standort)  | Mietshaus                                            | Neurenaissance, 1897; gleicht Nr. 13                                                                 | D-1-62-000-2267 Wikidata | Mietshaus      |
| Gravelottestraße 13 (Standort)  | Mietshaus                                            | Neurenaissance, 1895 von Karl Schmidt; gleicht Nr. 11                                                | D-1-62-000-2268 Wikidata | Mietshaus      |
| Grillparzerstraße 35 (Standort) | Mietshaus                                            | neubarock, reich gegliedert, bezeichnet 1901/02                                                      | D-1-62-000-2270 Wikidata | weitere Bilder |
| Grillparzerstraße 38 (Standort) | Mietshaus                                            | barockisierender Jugendstil-Eckbau, reich gegliedert, Anfang 20. Jahrhundert                         | D-1-62-000-2271 Wikidata | Mietshaus      |
| Grillparzerstraße 43 (Standort) | Mietshaus                                            | barockisierend, 1914 von Berthold Wenbauer                                                           | D-1-62-000-2272 Wikidata | weitere Bilder |
| Grillparzerstraße 46 (Standort) | Mietshaus                                            | Jugendstil, durch Balkone, Erker und Loggien reich gegliederter Eckbau, Anfang 20. Jahrhundert       | D-1-62-000-2275 Wikidata | weitere Bilder |
| Grillparzerstraße 51 (Standort) | Mietshaus                                            | Jugendstil, mit zwei Erkern und reich dekoriertem Portal, 1910 von Heinrich Stengel und Paul Hofer   | D-1-62-000-2276 Wikidata | weitere Bilder |
| Grillparzerstraße 53 (Standort) | Mietshaus                                            | Jugendstil, reich gegliedert, mit reicher Dekoration (Masken), 1908 von Franz Popp                   | D-1-62-000-2277 Wikidata | Mietshaus      |
| Grütznerstraße 1 (Standort)     | Wohnhaus des Malers Eduard von Grützner              | auf drei Seiten freistehender, malerischer Bau in deutscher Renaissance, 1883–84 von Leonhard Romeis | D-1-62-000-2297 Wikidata | weitere Bilder |
| Grütznerstraße 3 (Standort)     | Mietshaus                                            | Neurenaissance, mit Erker, Ende 19. Jahrhundert                                                      | D-1-62-000-2298 Wikidata | weitere Bilder |
| Grütznerstraße 4 (Standort)     | Mietshaus                                            | Neurenaissance, Ende 19. Jahrhundert; vereinfacht                                                    | D-1-62-000-2299 Wikidata | Mietshaus      |
| Grütznerstraße 5 (Standort)     | Langgestrecktes, freistehendes klassizistisches Haus | des frühen 19. Jahrhunderts                                                                          | D-1-62-000-2300 Wikidata | weitere Bilder |
| Grütznerstraße 6 (Standort)     | Mietshaus                                            | Neurenaissance, stark gegliedert, erbaut 1890                                                        | D-1-62-000-2301 Wikidata | weitere Bilder |
| Grütznerstraße 7 (Standort)     | Mietshaus                                            | klassizistisch, zweites Viertel 19. Jahrhundert                                                      | D-1-62-000-2302 Wikidata | Mietshaus      |
| Grütznerstraße 8 (Standort)     | Huterer-Wirt                                         | Vorstadt-Gasthaus des mittleren 19. Jahrhunderts                                                     | D-1-62-000-2303 Wikidata | Huterer-Wirt   |

### H
| Lage                       | Objekt    | Beschreibung                                                                  | Akten-Nr.                | Bild           |
| -------------------------- | --------- | ----------------------------------------------------------------------------- | ------------------------ | -------------- |
| Haidenauplatz 2 (Standort) | Mietshaus | Neurenaissance, Ende 19. Jahrhundert; bildet eine Gruppe mit Kirchenstraße 97 | D-1-62-000-2372 Wikidata | weitere Bilder |
| Hochstraße 7 (Standort)    | Mietshaus | deutsche Renaissance, mit Erker, um 1900                                      | D-1-62-000-2696 Wikidata | weitere Bilder |
| Holzhofstraße 8 (Standort) | Mietshaus | neubarock, reich gegliedert und dekoriert, mit Erkerturm an der Ecke, um 1900 | D-1-62-000-2816 Wikidata | weitere Bilder |

### I
| Lage                                    | Objekt                                     | Beschreibung | Akten-Nr.                | Bild                           |
| --------------------------------------- | ------------------------------------------ | --- | ------------------------ | ------------------------------ |
| Innere Wiener Straße 1 (Standort)       | Katholische Kirche St. Nikolaus am Gasteig | Ehemalige Spitalkirche, im Kern spätgotisch, 1660 umgebaut, mit Türmchen; mit Ausstattung; südöstlich anstoßend die Altöttinger Kapelle, 1926 umgebaut und erweitert | D-1-62-000-2904 Wikidata | weitere Bilder                 |
| Innere Wiener Straße 3a (Standort)      | Maximilians- und Gasteig-Anlagen           | 2 km langer, bis 300 m breiter Landschaftspark an den Hängen am Ostufer der Isar, 1856–61 von Karl von Effner angelegt. In den Anlagen stehen das Maximilianeum und das Maximilianswerk (siehe Max-Planck-Straße 1 und 2) sowie der Friedensengel (siehe Prinzregentenstraße). Franz-von-Kobell-Denkmal mit Bronzebüste, 1896 von Benedikt Koenig; unweit der Grütznerstraße. Joseph-Ruederer-Gedächtnis-Brunnen, Schalenbrunnen mit Knabenfigur, 1908 von Eduard Beyrer; nordöstlich des Maximilianeums, unweit Maria-Theresia-Straße 20 | D-1-62-000-4416 Wikidata | weitere Bilder                 |
| Innere Wiener Straße 3/5/7/9 (Standort) | Zaun                                       | Den zum Hofbräukeller gehörigen Garten umgibt ein Eisenzaun mit kugelbesetzten Pfeilern, neubarock | D-1-62-000-2905 Wikidata | Zaun                           |
| Innere Wiener Straße 17/19 (Standort)   | Hofbräukeller (nordöstlicher Block)        | Neurenaissance, mit Risaliten, Lisenen und Konsolgesims, späteres 19. Jahrhundert, vereinfacht | D-1-62-000-2906 Wikidata | weitere Bilder                 |
| Innere Wiener Straße 18 (Standort)      | Mietshaus                                  | Barockisierender Jugendstil, mit Erker und Stuckdekor, Anfang 20. Jahrhundert | D-1-62-000-2907 Wikidata | Mietshaus                      |
| Innere Wiener Straße 22 (Standort)      | Mietshaus                                  | Historisierend, mit Erker und Putzdekor, 1913 von Franz Deininger; Pendant zu Nr. 26, bildet mit diesem und Nr. 24 eine symmetrische Gruppe | D-1-62-000-2909 Wikidata | weitere Bilder                 |
| Innere Wiener Straße 24 (Standort)      | Mietshaus                                  | Stattlicher Bau mit zwei Erkern und reichem, barockisierendem Putzdekor, 1913 von Franz Deininger; Mittelteil der Gruppe Nr. 22/24/26 | D-1-62-000-2910 Wikidata | Mietshaus                      |
| Innere Wiener Straße 26 (Standort)      | Mietshaus                                  | historisierend, mit Erker und Putzdekor, 1913 von Franz Deininger; Pendant zu Nr. 22, bildet mit diesem und Nr. 24 eine symmetrische Gruppe | D-1-62-000-2911 Wikidata | Mietshaus                      |
| Innere Wiener Straße 28 (Standort)      | Mietshaus                                  | deutsche Renaissance, mit Erker, um 1900 | D-1-62-000-2912          | Mietshaus                      |
| Innere Wiener Straße 30 (Standort)      | Mietshaus                                  | Deutsche Renaissance, mit Erker und Mittelgiebel, bezeichnet 1885 | D-1-62-000-2913 Wikidata | Mietshaus                      |
| Innere Wiener Straße 32 (Standort)      | Mietshaus                                  | In spätklassizistischer Tradition um 1860/70 | D-1-62-000-2914 Wikidata | Mietshaus                      |
| Innere Wiener Straße 36 (Standort)      | Gaststätte zum Tatzelwurm                  | Neurenaissance, 1878, vereinfacht | D-1-62-000-2915 Wikidata | Gaststätte zum Tatzelwurm      |
| Innere Wiener Straße 38 (Standort)      | Mietshaus                                  | Neurenaissance, um 1880 | D-1-62-000-2916 Wikidata | Mietshaus                      |
| Innere Wiener Straße 40 (Standort)      | Mietshaus                                  | Neubarock, mit Erker und reichem Stuck, um 1900 | D-1-62-000-2917 Wikidata | weitere Bilder                 |
| Innere Wiener Straße 42 (Standort)      | Mietshaus                                  | Neurenaissance, mit stuckiertem Konsolgesims, 1893 von K. Hierstorfer und Josef Biedermann | D-1-62-000-2918 Wikidata | Mietshaus                      |
| Innere Wiener Straße 44 (Standort)      | Mietshaus                                  | Schlichte Neurenaissance, Ende 19. Jahrhundert | D-1-62-000-2919 Wikidata | weitere Bilder                 |
| Innere Wiener Straße 46 (Standort)      | Mietshaus                                  | Neubarock, stattlicher Eckbau mit zwei Eckturmerkern und reichen Stuckreliefs in den Schweifgiebeln, um 1900; Gedenktafel: Wohnhaus des Historikers Max Fastlinger | D-1-62-000-2920 Wikidata | weitere Bilder                 |
| Innere Wiener Straße 50 (Standort)      | Vorstadthaus                               | Klassizistisch, Mitte 19. Jahrhundert | D-1-62-000-2921 Wikidata | Vorstadthaus                   |
| Innere Wiener Straße 52 (Standort)      | Mietshaus                                  | Neurenaissance, Eckbau mit Erkerturm, um 1900, vereinfacht | D-1-62-000-2922 Wikidata | Mietshaus                      |
| Innere Wiener Straße 57 (Standort)      | Mietshaus                                  | neubarock, mit Erker und Stuckdekor, bezeichnet 1901 | D-1-62-000-2923 Wikidata | Mietshaus                      |
| Innere Wiener Straße 59 (Standort)      | Mietshaus                                  | Neubarock, reich gegliedert, mit Erker und reichem Stuckrelief im Schweifgiebel, um 1895 von KorbinianVSchmid nach Entwurf von Carl Hocheder d. Ä. | D-1-62-000-2924 Wikidata | weitere Bilder                 |
| Innere Wiener Straße 60 (Standort)      | Mietshaus                                  | Neubarock, Eckbau mit Kuppel und Erkern, 1900 von Korbinian Schmid erbaut | D-1-62-000-2925 Wikidata | weitere Bilder                 |
| Innere Wiener Straße 61 (Standort)      | Mietshaus                                  | Spätklassizistisch, mit reicher Gliederung, 1856, Aufstockung 1894 in angepassten Formen durch Korbinian Schmid | D-1-62-000-2926 Wikidata | Mietshaus                      |
| Ismaninger Straße 1 (Standort)          | Mietshaus                                  | Neurenaissance, reich gegliedert, Ende 19. Jahrhundert | D-1-62-000-3000 Wikidata | Mietshaus                      |
| Ismaninger Straße 2 (Standort)          | Doppelhaus (mit Nr. 4)                     | Barockisierender Jugendstil, mit zwei Erkern, um 1900 | D-1-62-000-3001 Wikidata | Doppelhaus (mit Nr. 4)         |
| Ismaninger Straße 3 (Standort)          | Mietshaus                                  | Neurenaissance, mit Erker, Ende 19. Jahrhundert | D-1-62-000-3002 Wikidata | Mietshaus                      |
| Ismaninger Straße 4 (Standort)          | Doppelhaus (mit Nr. 2)                     | Barockisierender Jugendstil, um 1900 | D-1-62-000-3003 Wikidata | Doppelhaus (mit Nr. 2)         |
| Ismaninger Straße 5 (Standort)          | Vorstadthaus                               | Spätklassizistischer Eckbau, Mitte 19. Jahrhundert | D-1-62-000-3004 Wikidata | Vorstadthaus                   |
| Ismaninger Straße 11 (Standort)         | Mietshaus                                  | Spätklassizistischer Eckbau, reich gegliedert, um 1860/70 | D-1-62-000-3005 Wikidata | Mietshaus                      |
| Ismaninger Straße 22 (Standort)         | Krankenhaus rechts der Isar                | Verwaltungsbau-Trakt entlang der Ismaninger Straße, neubarocke Palastform, 1892–93 von Wilhelm Rettig | D-1-62-000-3006 Wikidata | Krankenhaus rechts der Isar    |
| Ismaninger Straße 27 (Standort)         | Villa                                      | Neubarock, 1899, umgestaltet 1954 | D-1-62-000-3007 Wikidata | Villa                          |
| Ismaninger Straße 29 (Standort)         | Richard-Strauss-Konservatorium             | Erdgeschoss und zwei Balkone Neurenaissance, Ende 19. Jahrhundert; sonst verändert | D-1-62-000-3008 Wikidata | Richard-Strauss-Konservatorium |
| Ismaninger Straße 50 (Standort)         | Mietshaus                                  | Neubarock, mit Erker und Stuckdekor, 1899 | D-1-62-000-3011 Wikidata | weitere Bilder                 |

### J
| Lage                        | Objekt                                       | Beschreibung | Akten-Nr.                | Bild           |
| --------------------------- | -------------------------------------------- | --- | ------------------------ | -------------- |
| Johannisplatz 6 (Standort)  | Mietshaus                                    | Eckbau in spätklassizistischer Tradition, 1875, aufgestockt 1898                                                                      | D-1-62-000-3083 Wikidata | Mietshaus      |
| Johannisplatz 9 (Standort)  | Mietshaus                                    | Spätklassizistisch, mit Stuckdekor, um 1860                                                                                           | D-1-62-000-3084 Wikidata | Mietshaus      |
| Johannisplatz 9a (Standort) | Mietshaus                                    | Spätklassizistisch, um 1860 | D-1-62-000-3085 Wikidata | Mietshaus      |
| Johannisplatz 11 (Standort) | Mietshaus                                    | Schlichter, spätklassizistischer Eckbau, drittes Viertel 19. Jahrhundert                                                              | D-1-62-000-3086 Wikidata | Mietshaus      |
| Johannisplatz 12 (Standort) | Mietshaus                                    | Neurenaissance, bezeichnet 1893 | D-1-62-000-3087 Wikidata | Mietshaus      |
| Johannisplatz 13 (Standort) | Mietshaus                                    | Neurenaissance, reich gegliederter Eckbau mit Stuckdekor, um 1870                                                                     | D-1-62-000-3088 Wikidata | Mietshaus      |
| Johannisplatz 14 (Standort) | Mietshaus                                    | Jugendstil-Eckbau, um 1900, im Kern älter, etwa 1860                                                                                  | D-1-62-000-3089 Wikidata | Mietshaus      |
| Johannisplatz 15 (Standort) | Mietshaus                                    | Deutsche Renaissance, mit Erker, bezeichnet 1901                                                                                      | D-1-62-000-3090 Wikidata | Mietshaus      |
| Johannisplatz 18 (Standort) | Mietshaus                                    | Spätklassizistisch, Mitte 19. Jahrhundert                                                                                             | D-1-62-000-3091 Wikidata | Mietshaus      |
| Johannisplatz 20 (Standort) | Mietshaus                                    | Neurenaissance, mit Eckerker, drittes Viertel 19. Jahrhundert                                                                         | D-1-62-000-3092 Wikidata | Mietshaus      |
| Johannisplatz 22 (Standort) | Katholische Pfarrkirche St. Johannes Baptist | neugotisch mit hohem Westturm und zwei Türmen am Chor, 1852–74 von Matthias Berger; mit Ausstattung; freistehend inmitten des Platzes | D-1-62-000-3093 Wikidata | weitere Bilder |
| Johannisplatz 23 (Standort) | Mietshaus                                    | Neubarock, mit Erker und Giebelrelief, um 1900                                                                                        | D-1-62-000-3094 Wikidata | weitere Bilder |
| Jugendstraße 6 (Standort)   | Kleinhaus                                    | Eckbau mit Schopfwalm, erste Hälfte 19. Jahrhundert                                                                                   | D-1-62-000-3135 Wikidata | Kleinhaus      |
| Jugendstraße 8 (Standort)   | Mietshaus                                    | barockisierend, frühes 20. Jahrhundert; Gruppe mit Nr. 10, 12 und 14                                                                  | D-1-62-000-3136 Wikidata | Mietshaus      |
| Jugendstraße 10 (Standort)  | Mietshaus                                    | Barockisierend, frühes 20. Jahrhundert; Gruppe mit Nr. 8, 12 und 14                                                                   | D-1-62-000-3137 Wikidata | Mietshaus      |
| Jugendstraße 12 (Standort)  | Mietshaus                                    | Barockisierend, frühes 20. Jahrhundert; Gruppe mit Nr. 8, 10 und 14                                                                   | D-1-62-000-3138 Wikidata | Mietshaus      |
| Jugendstraße 14 (Standort)  | Mietshaus                                    | Barockisierender Eckbau, frühes 20. Jahrhundert; Gruppe mit Nr. 8, 10 und 12                                                          | D-1-62-000-3139 Wikidata | Mietshaus      |

### K
| Lage                                                | Objekt                                                            | Beschreibung | Akten-Nr.                | Bild                                               |
| --------------------------------------------------- | ----------------------------------------------------------------- | --- | ------------------------ | -------------------------------------------------- |
| Kellerstraße (Standort)                             | Straßenpissoir                                                    | Paraventartige Gusseisenkonstruktion, Ende 19. Jahrhundert, mit Beschlagwerkornament | D-1-62-000-3345 Wikidata | weitere Bilder                                     |
| Kellerstraße 1 (Standort)                           | Mietshaus                                                         | Eckbau im barockisierenden Jugendstil, mit Stuckdekor, um 1900; bildet mit Preysingstraße 2 eine Einheit | D-1-62-000-3346 Wikidata | weitere Bilder                                     |
| Kellerstraße 7 (Standort)                           | Mietshaus                                                         | Barockisierender Jugendstil, reich gegliedert, mit Stuckdekor, um 1900 | D-1-62-000-3347 Wikidata | weitere Bilder                                     |
| Kellerstraße 8 (Standort)                           | Städtische Kinderkrippe (ehemalige Feuerwache 5)                  | Freistehender Neubarockbau, 1893/94 von Carl Hocheder | D-1-62-000-3348 Wikidata | weitere Bilder                                     |
| Kellerstraße 15 (Standort)                          | Mietshaus                                                         | Neurenaissance, mit Giebelrisalit und Erker, 1880; zum Teil vereinfacht | D-1-62-000-3349 Wikidata | Mietshaus                                          |
| Kellerstraße 19 (Standort)                          | Mietshaus                                                         | Neurenaissance-Eckbau, erbaut 1880; bildet mit Eckhaus Püttrichstraße 8 eine architektonische Einheit | D-1-62-000-3350 Wikidata | weitere Bilder                                     |
| Kellerstraße 22 (Standort)                          | Mietshaus                                                         | Deutsche Renaissance, um 1900 | D-1-62-000-3351 Wikidata | weitere Bilder                                     |
| Kellerstraße 23 (Standort)                          | Mietshaus                                                         | Neurenaissance, 1894; Gruppe mit Nr. 25 | D-1-62-000-3352 Wikidata | weitere Bilder                                     |
| Kellerstraße 24 (Standort)                          | Mietshaus                                                         | Neurenaissance, 1886 von H. Freundorfer | D-1-62-000-3353 Wikidata | weitere Bilder                                     |
| Kellerstraße 25 (Standort)                          | Mietshaus                                                         | Neurenaissance, 1894; Gruppe mit Nr. 23 | D-1-62-000-3354 Wikidata | Mietshaus                                          |
| Kellerstraße 27 (Standort)                          | Werkzeugmaschinenfabrik A. Schärfls Nachfolger OHG                | in Häuserzeile stehende Fassade von Wohnhausformat mit großen Fabrikfenstern und neugotischer Gliederung, um 1890 | D-1-62-000-3355 Wikidata | Werkzeugmaschinenfabrik A. Schärfls Nachfolger OHG |
| Kellerstraße 29 (Standort)                          | Mietshaus                                                         | Neurenaissance-Eckbau, um 1880 | D-1-62-000-3356 Wikidata | Mietshaus                                          |
| Kellerstraße 30 (Standort)                          | Mietshaus                                                         | Neurenaissance, um 1880/90 | D-1-62-000-3357 Wikidata | Mietshaus                                          |
| Kellerstraße 31 (Standort)                          | Mietshaus                                                         | schlicht spätklassizistisch, um 1860/70 | D-1-62-000-3358 Wikidata | Mietshaus                                          |
| Kellerstraße 32 (Standort)                          | Mietshaus                                                         | Neurenaissance, 1889 | D-1-62-000-3359 Wikidata | Mietshaus                                          |
| Kellerstraße 33 (Standort)                          | Mietshaus                                                         | spätklassizistisch, mit Seitenrisaliten, um 1860/70 | D-1-62-000-3360 Wikidata | weitere Bilder                                     |
| Kellerstraße 35 (Standort)                          | Mietshaus                                                         | Neurenaissance, mit reichem Stuckdekor, um 1870 | D-1-62-000-3361 Wikidata | weitere Bilder                                     |
| Kellerstraße 39 (Standort)                          | Mietshaus                                                         | Neurenaissance, um 1880 | D-1-62-000-3362 Wikidata | Mietshaus                                          |
| Kellerstraße 43 (Standort)                          | Mietshaus                                                         | Neubarock, mit Stuckdekor an den Lisenen, Ende 19. Jahrhundert | D-1-62-000-3363 Wikidata | Mietshaus                                          |
| Kellerstraße 45 (Standort)                          | Mietshaus                                                         | Neubarocker Eckbau, mit Putzgliederung und Stuckdekor, 1894 von Georg Müller | D-1-62-000-3364 Wikidata | Mietshaus                                          |
| Kirchenstraße 2 (Standort)                          | Mietshaus                                                         | Eckbau in deutscher Renaissance, mit Erkern und Schweifgiebeln, um 1900 | D-1-62-000-3409 Wikidata | weitere Bilder                                     |
| Kirchenstraße 5 (Standort)                          | Mietshaus                                                         | Neurenaissance, reich gegliedert, 1885 von Michael Reifenstuel | D-1-62-000-3410 Wikidata | Mietshaus                                          |
| Kirchenstraße 6 (Standort)                          | Kolpinghaus Haidhausen                                            | Deutsche Renaissance, mit Erker und zwei Figuren, um 1900 | D-1-62-000-3411 Wikidata | Kolpinghaus Haidhausen                             |
| Kirchenstraße 6 (Standort)                          | Mietshaus                                                         | Viergeschossiger putzgegliederter Satteldachbau in spätklassizistischen Formen mit Stuckdekor an Mittel- und Seitenrisaliten, um 1860 | D-1-62-000-3412 Wikidata | weitere Bilder                                     |
| Kirchenstraße 7 (Standort)                          | Kleinstädtisches Eckhaus                                          | wohl Mitte 19. Jahrhundert, im Kern vielleicht älter. Kleinhaus, wohl erste Hälfte 19. Jahrhundert (Letzteres vormals Schloßstraße 1) | D-1-62-000-6230 Wikidata | Kleinstädtisches Eckhaus                           |
| Kirchenstraße 9 (Standort)                          | 14. Bezirksinspektion/Feuerhaus/Städtisches Wannen- und Brausebad | Malerischer, neubarocker Gruppenbau, 1894/95 von Carl Hocheder | D-1-62-000-3413 Wikidata | weitere Bilder                                     |
| Kirchenstraße 12 (Standort)                         | Schlichtes Vorstadthaus                                           | Etwa Anfang 19. Jahrhundert | D-1-62-000-3414 Wikidata | weitere Bilder                                     |
| Kirchenstraße 15 (Standort)                         | Mietshaus                                                         | Neubarocker Eckbau, Ende 19. Jahrhundert | D-1-62-000-3415 Wikidata | Mietshaus                                          |
| Kirchenstraße 16 (Standort)                         | Kleinhaus                                                         | erste Hälfte 19. Jahrhundert | D-1-62-000-3416 Wikidata | Kleinhaus                                          |
| Kirchenstraße 18 (Standort)                         | Satteldachhaus vorstädtischen Charakters                          | Im Kern wohl erste Hälfte 19. Jahrhundert | D-1-62-000-3417 Wikidata | Satteldachhaus vorstädtischen Charakters           |
| Kirchenstraße 20 (Standort)                         | Vorstadthaus                                                      | Klassizistisch, Mitte 19. Jahrhundert, Fassadenpreisträger 2004 | D-1-62-000-3418 Wikidata | weitere Bilder                                     |
| Kirchenstraße 21 (Standort)                         | Mietshaus                                                         | Deutsche Renaissance, mit Erker und reichem Stuckdekor, 1898 von Ludwig Grothe; Gruppe mit Nr. 23 und 25 | D-1-62-000-3419 Wikidata | weitere Bilder                                     |
| Kirchenstraße 23 (Standort)                         | Mietshaus                                                         | Deutsche Renaissance, mit Erker und reichem Stuckdekor, 1898 von Ludwig Grothe; Gruppe mit Nr. 21 und 25 | D-1-62-000-3420 Wikidata | weitere Bilder                                     |
| Kirchenstraße 24 (Standort)                         | Vorstadthaus                                                      | Klassizistisch, 1862 von Maurermeister Heuberger und Zimmermeister Johann Sedlmair; Beherbergt heute das Haidhausen-Museum | D-1-62-000-3421 Wikidata | weitere Bilder                                     |
| Kirchenstraße 25 (Standort)                         | Mietshaus                                                         | deutsche Renaissance, mit Erker und reichem Stuckdekor, 1898 von Ludwig Grothe; Gruppe mit Nr. 21 und 23 | D-1-62-000-3422 Wikidata | weitere Bilder                                     |
| Kirchenstraße 26 (Standort)                         | Eckhaus                                                           | biedermeierlich, um 1850/60 | D-1-62-000-3423 Wikidata | Eckhaus                                            |
| Kirchenstraße 27 (Standort)                         | Mietshaus                                                         | schlicht Neurenaissance, mit Doppelbalkon an der Ecke, um 1870; am Westrand des Kirchplatzes | D-1-62-000-3424 Wikidata | weitere Bilder                                     |
| Kirchenstraße 37 (Standort)                         | Pfarrhaus                                                         | Zu St. Johann Baptist – Dreigeschossiger freistehender Walmdachbau in historisierenden Formen mit Putzgliederung und zwei Nischenfiguren, 1890 | D-1-62-000-3425 Wikidata | weitere Bilder                                     |
| Kirchenstraße 38 (Standort)                         | Ehemalige Gaststätte zur Alten Kirche                             | Fünfgeschossiger putzgegliederter Mansarddachbau in biedermeierlichen Formen, um 1860/70 | D-1-62-000-3426 Wikidata | Ehemalige Gaststätte zur Alten Kirche              |
| Kirchenstraße 39 (Standort)                         | Alte katholische Pfarrkirche St. Johann Baptist                   | Einschiffiger barocker Saalraum mit eingezogenem Chor, Westturm und Grabdenkmäler an der Außenseite, im Kern romanisch, 1493 spätgotisch verändert, 1698–1700 Umbau, 1712 Turm nach Brand erneuert, Spitzhelm 1864; mit Ausstattung; Friedhof, ältester Teil erstmals 1315 erwähnt, im 19./20. Jahrhundert mehrfach nach Norden erweitert; Friedhofsmauer, rohbacksteinerne Umfassungsmauer mit ostseitigem Torbogen und Freitreppenanlage vor der Kirche, Treppenanlage 1776, Mauer zweite Hälfte 19. Jahrhundert | D-1-62-000-3427 Wikidata | weitere Bilder                                     |
| Kirchenstraße 42 (Standort)                         | Mietshaus                                                         | Viergeschossiger stuckgegliederter Neurenaissancebau, 1889 | D-1-62-000-3428 Wikidata | weitere Bilder                                     |
| Kirchenstraße 44 (Standort)                         | Mietshaus                                                         | viergeschossiger putzgegliederter Mansarddachbau in Neurenaissanceformen mit Zwerchhaus über flachem Mittelrisalit, von Ferdinand Hönig, 1895; mit Rückgebäude, dreigeschossiger Bau mit Treppenzwerchhaus, wohl gleichzeitig, Dach später verändert. | D-1-62-000-3429 Wikidata | Mietshaus                                          |
| Kirchenstraße 46 (Standort)                         | Mietshaus                                                         | Viergeschossiger putzgegliederter Walmdach-Eckbau in schlichten Neurenaissanceformen mit Zwerchhaus, Ende 19. Jahrhundert | D-1-62-000-3430 Wikidata | weitere Bilder                                     |
| Kirchenstraße 48 (Standort)                         | Kleinhaus                                                         | Erdgeschossiger Satteldachbau, erste Hälfte 19. Jahrhundert | D-1-62-000-3431 Wikidata | Kleinhaus                                          |
| Kirchenstraße 50 (Standort)                         | Kleinhaus                                                         | Erdgeschossiger schmaler Satteldachbau, erste Hälfte 19. Jahrhundert | D-1-62-000-3432 Wikidata | weitere Bilder                                     |
| Kirchenstraße 52 (Standort)                         | Eckhaus                                                           | Schlicht biedermeierlich, Mitte 19. Jahrhundert | D-1-62-000-3433 Wikidata | Eckhaus                                            |
| Kirchenstraße 54 (Standort)                         | Kleinhaus                                                         | Etwa 1830; Gruppe mit Nr. 56, 58 und 60 | D-1-62-000-3434 Wikidata | Kleinhaus                                          |
| Kirchenstraße 54a (Standort)                        | Kleinhaus                                                         | Zweigeschossiger Krüppelwalm, um 1830 | D-1-62-000-3435 Wikidata | Kleinhaus                                          |
| Kirchenstraße 54c (Standort)                        | Kleinhaus                                                         | Zweigeschossiger Krüppelwalm, um 1830 | D-1-62-000-3436 Wikidata | weitere Bilder                                     |
| Kirchenstraße 56 (Standort)                         | Kleinhaus                                                         | Zweigeschossiger Satteldachbau, um 1830 | D-1-62-000-3437 Wikidata | Kleinhaus                                          |
| Kirchenstraße 58 (Standort)                         | Kleinhaus                                                         | Um 1830; Gruppe mit Nr. 54, 56 und 60 | D-1-62-000-3438 Wikidata | Kleinhaus                                          |
| Kirchenstraße 60 (Standort)                         | Kleinhaus                                                         | Um 1830; Gruppe mit Nr. 54, 56 und 58 | D-1-62-000-3439 Wikidata | Kleinhaus                                          |
| Kirchenstraße 62 (Standort)                         | Mietshaus                                                         | Neubarock, mit Erker und Stuckdekor, um 1900 | D-1-62-000-3440 Wikidata | Mietshaus                                          |
| Kirchenstraße 64 (Standort)                         | Kleinhaus                                                         | Wohl frühes 19. Jahrhundert; Gruppe mit 64a, b, c | D-1-62-000-3441 Wikidata | Kleinhaus                                          |
| Kirchenstraße 64a (Standort)                        | Kleinhaus                                                         | Wohl frühes 19. Jahrhundert; Gruppe mit 64 und 64b, c | D-1-62-000-3442 Wikidata | Kleinhaus                                          |
| Kirchenstraße 64b (Standort)                        | Kleinhaus                                                         | Wohl frühes 19. Jahrhundert; Gruppe mit 64 und 64a, c | D-1-62-000-3443 Wikidata | Kleinhaus                                          |
| Kirchenstraße 64c (Standort)                        | Kleinhaus                                                         | Wohl frühes 19. Jahrhundert; Gruppe mit 64, 64a, b |                          | Kleinhaus                                          |
| Kirchenstraße 67 (Standort)                         | Mietshaus                                                         | Barockisierender Jugendstil, mit Erker und Stuckdekor, um 1900 | D-1-62-000-3445 Wikidata | Mietshaus                                          |
| Kirchenstraße 68/70; Spicherenstraße 1/3 (Standort) | Ehemalige Farbenfabrik Michael Huber, jetzt Wohnanlage            | Viergeschossiger pilastergegliederter Block in historisierenden Formen mit Dachaufbauten und Eckgiebel, von Robert Graschberger, 1911; mit Spicherenstraße 1/3 | D-1-62-000-1493 Wikidata | weitere Bilder                                     |
| Kirchenstraße 69 (Standort)                         | Mietshaus                                                         | Barockisierender Jugendstil, mit Erker und Stuckdekor, bezeichnet 1902, von Rosa Barbist | D-1-62-000-3447 Wikidata | weitere Bilder                                     |
| Kirchenstraße 72 (Standort)                         | Mietshaus                                                         | Dreigeschossiger freistehender Mansardwalmdachbau in spätbiedermeierlichen Formen mit Putzgliederung, drittes Viertel 19. Jahrhundert | D-1-62-000-3446 Wikidata | weitere Bilder                                     |
| Kirchenstraße 94 (Standort)                         | Mietshaus                                                         | Neurenaissance, erbaut 1894, 1901 um zwei Achsen nach Westen erweitert | D-1-62-000-3448 Wikidata | Mietshaus                                          |
| Kirchenstraße 97 (Standort)                         | Mietshaus                                                         | Neurenaissance-Eckbau, Ende 19. Jahrhundert; Gruppe mit Haidenauplatz 2 | D-1-62-000-3449 Wikidata | Mietshaus                                          |
| Kuglerstraße 15/17 (Standort)                       | Mietshaus                                                         | Barockisierend, um 1920; zur Baugruppe Schneckenburger Straße 14 und 16 gehörig | D-1-62-000-3650 Wikidata | Mietshaus                                          |

### L
| Lage                              | Objekt                                 | Beschreibung                                                                                                   | Akten-Nr.                | Bild                                   |
| --------------------------------- | -------------------------------------- | --- | ------------------------ | -------------------------------------- |
| Langerstraße 3 (Standort)         | Zahnklinik der Technischen Universität | neubarockes Eckhaus, um 1900, oberer Abschluss verändert.                                                      | D-1-62-000-3797 Wikidata | Zahnklinik der Technischen Universität |
| Leonhardstraße (Standort)         | Ehemaliges Kloster zum Guten Hirten    | siehe Preysingstraße 83 ehemals unter der Nummer D-1-62-000-3828 separat aufgeführt                            | D-1-62-000-5533          | Ehemaliges Kloster zum Guten Hirten    |
| Lothringer Straße 3 (Standort)    | Mietshaus                              | in spätklassizistischer Tradition, um 1870/80.                                                                 | D-1-62-000-4043 Wikidata | Mietshaus                              |
| Lothringer Straße 4 (Standort)    | Mietshaus                              | in spätklassizistischer Tradition, um 1870/80.                                                                 | D-1-62-000-4044 Wikidata | Mietshaus                              |
| Lothringer Straße 5 (Standort)    | Mietshaus                              | Neurenaissance, um 1880                                                                                        | D-1-62-000-4045 Wikidata | Mietshaus                              |
| Lothringer Straße 6 (Standort)    | Mietshaus                              | in spätklassizistischer Tradition, um 1870/80                                                                  | D-1-62-000-4046 Wikidata | Mietshaus                              |
| Lothringer Straße 7 (Standort)    | Mietshaus                              | Neurenaissance, um 1880                                                                                        | D-1-62-000-4047 Wikidata | Mietshaus                              |
| Lothringer Straße 9 (Standort)    | Mietshaus                              | Neurenaissance, 1897 von Lorenz Englberger                                                                     | D-1-62-000-4048 Wikidata | Mietshaus                              |
| Lothringer Straße 10 (Standort)   | Mietshaus                              | Neurenaissance, Ende 19. Jahrhundert                                                                           | D-1-62-000-4049 Wikidata | Mietshaus                              |
| Lothringer Straße 11 (Standort)   | Mietshaus                              | neubarock, um 1890/1900                                                                                        | D-1-62-000-4050 Wikidata | Mietshaus                              |
| Lothringer Straße 14 (Standort)   | Mietshaus                              | neubarock, mit reichem Stuckdekor, Ende 19. Jahrhundert                                                        | D-1-62-000-4051 Wikidata | Mietshaus                              |
| Lothringer Straße 15 (Standort)   | Mietshaus                              | neubarock, reich gegliedert, um 1890                                                                           | D-1-62-000-4052 Wikidata | Mietshaus                              |
| Lothringer Straße 16 (Standort)   | Mietshaus                              | Neurenaissance-Eckbau, Ende 19. Jahrhundert                                                                    | D-1-62-000-4053 Wikidata | Mietshaus                              |
| Lothringer Straße 22 (Standort)   | Mietshaus                              | schlichte Neurenaissance, Ende 19. Jahrhundert                                                                 | D-1-62-000-4054 Wikidata | Mietshaus                              |
| Lothringer Straße 24 (Standort)   | Mietshaus                              | neubarock, 1903 von Johann Winkler.                                                                            | D-1-62-000-4055 Wikidata | Mietshaus                              |
| Lothringer Straße 26 (Standort)   | Mietshaus                              | mit in der Straßenfront stark vortretendem Erker, im Kern um 1900.                                             | D-1-62-000-4056 Wikidata | Mietshaus                              |
| Lothringer Straße 28 (Standort)   | Mietshaus                              | barockisierend, mit Erker und Giebel, um 1900.                                                                 | D-1-62-000-4057 Wikidata | Mietshaus                              |
| Lucile-Grahn-Straße 25 (Standort) | Mietshaus                              | neubarocker Eckbau, um 1900.                                                                                   | D-1-62-000-4067 Wikidata | weitere Bilder                         |
| Lucile-Grahn-Straße 39 (Standort) | Mietshaus                              | Eckbau mit späten Jugendstilanklängen, um 1910.                                                                | D-1-62-000-4068 Wikidata | weitere Bilder                         |
| Lucile-Grahn-Straße 40 (Standort) | Mietshaus                              | deutsche Renaissance, um 1900.                                                                                 | D-1-62-000-4069 Wikidata | Mietshaus                              |
| Lucile-Grahn-Straße 41 (Standort) | Mietshaus                              | Jugendstil, mit Doppelerker-Balkon-Gruppe, Anfang 20. Jahrhundert; vereinfacht.                                | D-1-62-000-4070 Wikidata | weitere Bilder                         |
| Lucile-Grahn-Straße 42 (Standort) | Mietshaus                              | später, barockisierender Jugendstil, um 1910.                                                                  | D-1-62-000-4071 Wikidata | Mietshaus                              |
| Lucile-Grahn-Straße 43 (Standort) | Mietshaus                              | später Jugendstil, kräftig gegliederte Fassade, Anfang 20. Jahrhundert                                         | D-1-62-000-4072 Wikidata | Mietshaus                              |
| Lucile-Grahn-Straße 44 (Standort) | Mietshaus                              | Jugendstil, mit Erker und Stuckdekor, 1909–1911 von Berthold Neubauer.                                         | D-1-62-000-4073 Wikidata | weitere Bilder                         |
| Lucile-Grahn-Straße 45 (Standort) | Mietshaus                              | klassizistischer Jugendstil, Anfang 20. Jahrhundert                                                            | D-1-62-000-4074 Wikidata | Mietshaus                              |
| Lucile-Grahn-Straße 46 (Standort) | Mietshaus                              | Jugendstil, reich gegliedert, 1908/09 von Franz Popp.                                                          | D-1-62-000-4075 Wikidata | weitere Bilder                         |
| Lucile-Grahn-Straße 47 (Standort) | Mietshaus                              | Eckbau mit sehr reichem floralem Jugendstildekor, 1901 von Johann Zitter; im Vestibül zwei große Stuckreliefs. | D-1-62-000-4076 Wikidata | weitere Bilder                         |
| Lucile-Grahn-Straße 48 (Standort) | Mietshaus                              | Jugendstil, reich gegliedert, 1907–08 von Franz Popp.                                                          | D-1-62-000-4077 Wikidata | weitere Bilder                         |

### M
| Lage                                | Objekt | Beschreibung | Akten-Nr.                | Bild                            |
| ----------------------------------- | --- | --- | ------------------------ | ------------------------------- |
| Maria-Theresia-Straße 1 (Standort)  | Mietshaus | Eckbau in klassizistischer Neurenaissance, 1876 von Max Häusler und Robert Stürmer, 1899 von Alois Barbist umgebaut (Eckerker mit neubarockem Dekor). | D-1-62-000-4249 Wikidata | Mietshaus                       |
| Maria-Theresia-Straße 1a (Standort) | Freistehendes Wohnhaus                                                                                       | spätklassizistisch, 1877–78 von Max Häusler. | D-1-62-000-4250 Wikidata | Freistehendes Wohnhaus          |
| Maria-Theresia-Straße 2a (Standort) | Eckhaus | deutsche Renaissance, mit plastischem Dekor am Erker, bez. 1904. | D-1-62-000-4251 Wikidata | Eckhaus                         |
| Maria-Theresia-Straße 3 (Standort)  | Freistehendes Wohnhaus                                                                                       | Neurenaissance, 1889–90 von Max Neumann. | D-1-62-000-4252 Wikidata | Freistehendes Wohnhaus          |
| Maria-Theresia-Straße 4a (Standort) | Ursprünglich Privatvilla, jetzige Nutzung durch die Allianz Gruppe als Gästehaus und Sitz einiger Stiftungen | italienische Renaissance, 1896–97 von Heilmann und Littmann; Gartengitter mit Torpfeilern; im Garten Wandbrunnen. | D-1-62-000-4253 Wikidata | weitere Bilder                  |
| Maria-Theresia-Straße 5 (Standort)  | Villa | barockisierend, erbaut 1921/22 für Architekt Richard Kultsch wohl nach eigenen Plänen. | D-1-62-000-4254 Wikidata | Villa                           |
| Maria-Theresia-Straße 11 (Standort) | Malerische Villa                                                                                             | deutsche Renaissance, Rohbackstein mit Natursteingliederungen, bez. 1896; 1919–23 Wohnhaus Wilhelm Conrad Röntgens (Gedenktafel). | D-1-62-000-4255 Wikidata | weitere Bilder                  |
| Maria-Theresia-Straße 12 (Standort) | Villa | deutsche Renaissance, Eckturm, um 1890; neubarockes Gartentor, Block mit Nr. 13 | D-1-62-000-4256 Wikidata | weitere Bilder                  |
| Maria-Theresia-Straße 13 (Standort) | Villa | deutsche Renaissance, Eckturm, um 1890; neubarockes Gartentor, Block mit Nr. 12 | D-1-62-000-4257 Wikidata | weitere Bilder                  |
| Maria-Theresia-Straße 14 (Standort) | Neubarockes Gartentor                                                                                        | 1896. | D-1-62-000-4258 Wikidata | Neubarockes Gartentor           |
| Maria-Theresia-Straße 16 (Standort) | Palastartige Villa                                                                                           | neuklassizistisch, 1921 von Gustav Ludwig; am Rondell östlich des Friedensengels. | D-1-62-000-4261 Wikidata | Palastartige Villa              |
| Max-Planck-Straße 1 (Standort)      | Maximilianeum                                                                                                | Maximilianstil, 1857–74 von Friedrich Bürklein; auf hoher Terrasse am östlichen Isarhang, von kreisförmiger Quadermauer umgeben. | D-1-62-000-4476 Wikidata | weitere Bilder                  |
| Max-Planck-Straße 2 (Standort)      | Maximilianswerk (Elektrizitätswerk)                                                                          | schlösschenartiger Neubarockbau in den Maximiliansanlagen, 1895 von Carl Hocheder d. Ä. | D-1-62-000-4477 Wikidata | weitere Bilder                  |
| Max-Planck-Straße 3 (Standort)      | Mietshaus | spätklassizistisch, reich gegliedert, 1877–78 von Albert Bruckmaier. | D-1-62-000-4478 Wikidata | weitere Bilder                  |
| Max-Planck-Straße 4 (Standort)      | Mietshaus | spätklassizistisch, 1876 von Robert Stürmer und Max Häusler. | D-1-62-000-4479 Wikidata | weitere Bilder                  |
| Max-Planck-Straße 5 (Standort)      | Mietshausfassade                                                                                             | spätklassizistisch, reich gegliedert und stuckiert, 1877–78 von Albert Bruckmaier. | D-1-62-000-4480 Wikidata | weitere Bilder                  |
| Max-Planck-Straße 6 (Standort)      | Mietshaus | spätklassizistisch, mit reichem Stuckdekor, 1876 von Robert Stürmer und Max Häusler. | D-1-62-000-4481 Wikidata | Mietshaus                       |
| Max-Planck-Straße 8 (Standort)      | Mietshaus | Neurenaissance, reich gegliedert, mit Stuckdekor, um 1873 von Albert Bruckmaier; Gruppe mit Nr. 10. | D-1-62-000-4482 Wikidata | Mietshaus                       |
| Max-Planck-Straße 10 (Standort)     | Mietshaus | Neurenaissance, reich gegliedert, mit Stuckdekor, 1873 von Albert Bruckmaier; Gruppe mit Nr. 8. | D-1-62-000-4483 Wikidata | Mietshaus                       |
| Max-Planck-Straße 12 (Standort)     | Mietshaus | stattlicher Neurenaissance-Eckbau, reich gegliedert, 1873 von Albert Bruckmaier. | D-1-62-000-4484 Wikidata | weitere Bilder                  |
| Max-Weber-Platz (Standort)          | Brunnen | Steinbecken mit Gusseisensäule, 1888; östlich von Nr. 12 | D-1-62-000-4494 Wikidata | Brunnen                         |
| Max-Weber-Platz 1 (Standort)        | Mietshaus | neubarock, mit reichem Stuckdekor, bez. 1898, von Ludwig Grothe. | D-1-62-000-4487 Wikidata | weitere Bilder                  |
| Max-Weber-Platz 2 (Standort)        | Mietshaus | Neurenaissance, 1879–80 von Sigmund Aichinger. | D-1-62-000-4488 Wikidata | Mietshaus                       |
| Max-Weber-Platz 8 (Standort)        | Mietshaus | deutsche Renaissance, mit Erker, 1898 von Ludwig C. Lutz, Ausführung Korbinian Schmid | D-1-62-000-4489 Wikidata | Mietshaus                       |
| Max-Weber-Platz 8a (Standort)       | Mietshaus | malerischer, gotisierender Eckbau in Rohbackstein mit Hausteinerkern und plastischem Dekor, 1873 | D-1-62-000-4490 Wikidata | weitere Bilder                  |
| Max-Weber-Platz 9 (Standort)        | Mietshaus | neubarock, mit zwei Erkern, reich gegliedert, 1897–98 von Korbinian Schmid | D-1-62-000-4491 Wikidata | weitere Bilder                  |
| Max-Weber-Platz 11 (Standort)       | Mietshaus | neubarocker Eckbau, mit Stuckdekor, bez. 1898. | D-1-62-000-4492 Wikidata | weitere Bilder                  |
| Maximiliansbrücke (Standort)        | Maximiliansbrücke                                                                                            | Bogenbrücke über beide Arme der Isar, am Ostende der Maximilianstraße vor dem Maximilianeum, zwei Steinbögen aus Muschelkalk mit steinernen Zierbrüstungen und Jugendstillaternen, 1903–05 von Friedrich von Thiersch. Auf der Nordbrüstung Kolossalfigur der Pallas Athene, 1906 von Franz Drexler. Nischenbrunnen für Bürgermeister Alois von Erhardt, neubarock, 1893 von Carl Hocheder d. Ä. auf der Insel zwischen beiden Teilen der Maximiliansbrücke; Innere Maximiliansbrücke aus mit Naturstein verkleidetem Ziegelmauerwerk; vgl. auch Ensemble Maximilianstraße. | D-1-62-000-4417 Wikidata | weitere Bilder                  |
| Metzstraße 2 (Standort)             | Mietshaus | Neurenaissance, 1890. | D-1-62-000-4533 Wikidata | Mietshaus                       |
| Metzstraße 11 (Standort)            | Mietshaus | Neurokoko, mit reichem Stuckdekor, 1898; vgl. Nr. 19. | D-1-62-000-4534 Wikidata | weitere Bilder                  |
| Metzstraße 13 (Standort)            | Mietshaus | schlichte Neurenaissance, um 1880. | D-1-62-000-4535 Wikidata | Mietshaus                       |
| Metzstraße 14 (Standort)            | Mietshaus | barockisierend, mit Polygonalerker, um 1900. | D-1-62-000-4536 Wikidata | Mietshaus                       |
| Metzstraße 16 (Standort)            | Mietshaus | barockisierend, mit Stuckdekor, um 1900. | D-1-62-000-4537 Wikidata | weitere Bilder                  |
| Metzstraße 18 (Standort)            | Mietshaus | barockisierend, mit polygonalem Erkerturm an der Ecke, um 1900. | D-1-62-000-4538 Wikidata | Mietshaus                       |
| Metzstraße 19 (Standort)            | Mietshaus | Neurokoko, mit reichem Stuck, 1897 von Michael Mayer; vgl. Nr. 11. | D-1-62-000-4539 Wikidata | Mietshaus                       |
| Metzstraße 25 (Standort)            | Mietshaus | Neurenaissance, 1889–90 von J. Kuen. | D-1-62-000-4540 Wikidata | Mietshaus                       |
| Metzstraße 26 (Standort)            | Mietshaus | Neurenaissance, reich gegliedert, mit Stuckdekor, 1890. | D-1-62-000-4541 Wikidata | Mietshaus                       |
| Metzstraße 30 (Standort)            | Mietshaus | Neurenaissance, reich gegliedert, mit Jesusrelief und Inschrifttafel, 1888–89 von Ernst Dressler. | D-1-62-000-4542 Wikidata | Mietshaus                       |
| Metzstraße 31 (Standort)            | Mietshaus | Neubarock, mit reichem Stuckdekor im Zwerchgiebel (Madonna), um 1890. | D-1-62-000-4543 Wikidata | weitere Bilder                  |
| Metzstraße 33 (Standort)            | Mietshaus | Barockisierend, mit Mittelerker, 1897 von Korbinian Schmid. | D-1-62-000-4544 Wikidata | Mietshaus                       |
| Metzstraße 34 (Standort)            | Mietshaus | Neurenaissance, mit Eckerker, 1896 von Heinrich Flaschenträger. | D-1-62-000-4545 Wikidata | weitere Bilder                  |
| Metzstraße 35 (Standort)            | Mietshaus | deutschen Renaissance, mit Mittelerker und Mittelgiebel sowie Maßwerkdekor, um 1900 | D-1-62-000-4546 Wikidata | weitere Bilder                  |
| Metzstraße 36 (Standort)            | Mietshaus | Neubarock, mit reicher Putzgliederung und Marienbild, 1900 von Heinrich Flaschenträger | D-1-62-000-4547 Wikidata | weitere Bilder                  |
| Metzstraße 37 (Standort)            | Mietshaus | Barockisierender Jugendstil, reich gegliederter und stuckierter Eckbau mit zwei Erkern, Anfang 20. Jahrhundert | D-1-62-000-4548 Wikidata | weitere Bilder                  |
| Metzstraße 42 (Standort)            | Mietshaus | barockisierend, mit Eckerker in Fachwerk, um 1900. | D-1-62-000-4549 Wikidata | weitere Bilder                  |
| Milchstraße 1 (Standort)            | Mietshaus | Neurenaissance mit Eckerker, reich gegliedert, um 1880. | D-1-62-000-4552 Wikidata | Mietshaus                       |
| Milchstraße 3 (Standort)            | Mietshaus | Neurenaissance, um 1880/90, z. T. vereinfacht. | D-1-62-000-4553 Wikidata | Mietshaus                       |
| Milchstraße 5 (Standort)            | Mietshaus | Neurenaissance, um 1880/90. | D-1-62-000-4554 Wikidata | Mietshaus                       |
| Milchstraße 7 (Standort)            | Mietshaus | Neurenaissance, um 1880/90. | D-1-62-000-4555 Wikidata | Mietshaus                       |
| Milchstraße 8 (Standort)            | Mietshaus | Neurenaissance, um 1880/90. | D-1-62-000-4556 Wikidata | Mietshaus                       |
| Milchstraße 10 (Standort)           | Mietshaus | neubarock, mit erkerartig abgerundeter Ecke, reich gegliedert und stuckiert, um 1890. | D-1-62-000-4558 Wikidata | weitere Bilder                  |
| Milchstraße 12 (Standort)           | Mietshaus | Neurenaissance, Ende 19. Jahrhundert | D-1-62-000-4559 Wikidata | Mietshaus                       |
| Milchstraße 13 (Standort)           | Mietshaus | schlichte Neurenaissance, um 1870/80. | D-1-62-000-4560 Wikidata | Mietshaus                       |
| Milchstraße 15 (Standort)           | Freistehendes Kleinhaus                                                                                      | mit Schopfwalm, um 1800. | D-1-62-000-4561 Wikidata | Freistehendes Kleinhaus         |
| Milchstraße 17 (Standort)           | Freistehendes Kleinhaus                                                                                      | mit Zeltdach, um 1800. | D-1-62-000-4562 Wikidata | Freistehendes Kleinhaus         |
| Milchstraße 19 (Standort)           | Kleinhaus | mit Schopfwalm, um 1800; Block mit Nr. 21. | D-1-62-000-4563 Wikidata | Kleinhaus                       |
| Milchstraße 21 (Standort)           | Kleinhaus | mit Schopfwalm, um 1800; Block mit Nr. 19. | D-1-62-000-4564 Wikidata | Kleinhaus                       |
| Milchstraße 23 (Standort)           | Freistehendes Kleinhaus                                                                                      | mit Mansardsatteldach, um 1800. | D-1-62-000-4565 Wikidata | Freistehendes Kleinhaus         |
| Milchstraße 25 (Standort)           | Kleinhaus mit Mansardsatteldach                                                                              | um 1800. | D-1-62-000-4566 Wikidata | Kleinhaus mit Mansardsatteldach |
| Milchstraße 27 (Standort)           | Mietshaus | Neurenaissance-Eckbau, Ende 19. Jahrhundert; bildet einen Block mit Preysingstraße 42. | D-1-62-000-4567 Wikidata | Mietshaus                       |

### N
| Lage                     | Objekt    | Beschreibung | Akten-Nr.                | Bild      |
| ------------------------ | --------- | --- | ------------------------ | --------- |
| Nigerstraße 2 (Standort) | Mietshaus | Eckbau in deutscher Renaissance, mit Erkerturm, um 1900; vereinfacht; vgl. auch Ensemble Bogenhausen sowie Ensemble Prinzregentenstraße. | D-1-62-000-4748 Wikidata | Mietshaus |
| Nigerstraße 4 (Standort) | Mietshaus | Jugendstil-Eckbau, 1911–13 von Geissler & Co.                                                                                            | D-1-62-000-4749 Wikidata | Mietshaus |

### O
| Lage                              | Objekt                   | Beschreibung                                                                                                | Akten-Nr.                | Bild                     |
| --------------------------------- | ------------------------ | --- | ------------------------ | ------------------------ |
| Obere Johannisstraße 2 (Standort) | Vorstädtisches Mietshaus | spätklassizistischer Eckbau, drittes Viertel 19. Jahrhundert                                                | D-1-62-000-4874 Wikidata | Vorstädtisches Mietshaus |
| Obere Johannisstraße 3 (Standort) | Vorstädtisches Mietshaus | spätklassizistisch, Mitte 19. Jahrhundert                                                                   | D-1-62-000-4875 Wikidata | Vorstädtisches Mietshaus |
| Orleansplatz 2 (Standort)         | Mietshaus                | Neurenaissance, mit zwei Erkern, 1895.                                                                      | D-1-62-000-5016 Wikidata | Mietshaus                |
| Orleansplatz 6a (Standort)        | Hotel Stadt Rosenheim    | Neurenaissance-Eckhaus mit Turm, reich dekoriert, 1890 von Emil Ludwig.                                     | D-1-62-000-5017 Wikidata | Hotel Stadt Rosenheim    |
| Orleansstraße 6 (Standort)        | Mietshaus                | barockisierend, mit zwei Erkern und zwei Büsten, bez. 1909.                                                 | D-1-62-000-5019 Wikidata | weitere Bilder           |
| Orleansstraße 8 (Standort)        | Mietshaus                | barockisierend, mit Erker, Anfang 20. Jahrhundert                                                           | D-1-62-000-5020 Wikidata | Mietshaus                |
| Orleansstraße 10 (Standort)       | Mietshaus                | barockisierend, mit Erker, Anfang 20. Jahrhundert                                                           | D-1-62-000-5021 Wikidata | Mietshaus                |
| Orleansstraße 11a (Standort)      | Bürohaus                 | barockisierender Jugendstil, reich gegliedert, mit Stuckrelief im Giebel, 1906 von Otto Heldmann.           | D-1-62-000-5022 Wikidata | Bürohaus                 |
| Orleansstraße 13 (Standort)       | Mietshaus                | barockisierend, 1913 von Peter Schneider.                                                                   | D-1-62-000-5023 Wikidata | Mietshaus                |
| Orleansstraße 15 (Standort)       | Mietshaus                | Neurenaissance-Eckbau, mit Eckerker, Ende 19. Jahrhundert; Gruppe mit Rosenheimer Straße 135.               | D-1-62-000-5025 Wikidata | Mietshaus                |
| Orleansstraße 33 (Standort)       | Mietshaus                | Neurenaissance, Ende 19. Jahrhundert; zum Teil vereinfacht.                                                 | D-1-62-000-5026 Wikidata | weitere Bilder           |
| Orleansstraße 35 (Standort)       | Mietshaus                | Neurenaissance, Ende 19. Jahrhundert                                                                        | D-1-62-000-5027 Wikidata | weitere Bilder           |
| Orleansstraße 37 (Standort)       | Mietshaus                | Neurenaissance-Eckbau, Ende 19. Jahrhundert                                                                 | D-1-62-000-5028 Wikidata | weitere Bilder           |
| Orleansstraße 39 (Standort)       | Mietshaus                | neubarocker Eckbau, 1899 von Georg Steiner; vgl. Nr. 43                                                     | D-1-62-000-5029 Wikidata | weitere Bilder           |
| Orleansstraße 41 (Standort)       | Mietshaus                | barockisierender Jugendstil, mit Erker und Stuckdekor, 1904 von Karl Hochhausler                            | D-1-62-000-5030 Wikidata | Mietshaus                |
| Orleansstraße 43 (Standort)       | Mietshaus                | neubarock, mit Erker, um 1890/1900; vgl. Nr. 39.                                                            | D-1-62-000-5031 Wikidata | weitere Bilder           |
| Orleansstraße 45 (Standort)       | Mietshaus                | Neurenaissance, Ende 19. Jahrhundert                                                                        | D-1-62-000-5032 Wikidata | weitere Bilder           |
| Orleansstraße 45a (Standort)      | Mietshaus                | Neurenaissance, Ende 19. Jahrhundert, zum Teil vereinfacht, ursprünglich gegliedert wie Orleansstraße 47.   | D-1-62-000-5033 Wikidata | Mietshaus                |
| Orleansstraße 47 (Standort)       | Mietshaus                | neubarock, reich gegliedert, mit Eckaufsatz, 1893–94 von Georg Müller; Eckbau des Rondells am Orleansplatz. | D-1-62-000-5034 Wikidata | Mietshaus                |
| Orleansstraße 51 (Standort)       | Mietshaus                | deutsche Renaissance, mit Erker und Stuckdekor, um 1900; Gruppe mit Nr. 53 und 55.                          | D-1-62-000-5035 Wikidata | Mietshaus                |
| Orleansstraße 53 (Standort)       | Mietshaus                | deutsche Renaissance, mit reichem Stuckdekor, um 1900; Gruppe mit Nr. 51 und 55                             | D-1-62-000-5036 Wikidata | Mietshaus                |
| Orleansstraße 55 (Standort)       | Mietshaus                | deutsche Renaissance, mit Erker, um 1900; Gruppe mit Nr. 51 und 53                                          | D-1-62-000-5037 Wikidata | Mietshaus                |
| Orleansstraße 57 (Standort)       | Mietshaus                | Neurenaissance, um 1880                                                                                     | D-1-62-000-5038 Wikidata | Mietshaus                |
| Orleansstraße 59 (Standort)       | Mietshaus                | Neurenaissance, um 1880.                                                                                    | D-1-62-000-5039 Wikidata | Mietshaus                |
| Orleansstraße 61 (Standort)       | Mietshaus                | schlichte Neurenaissance, um 1880.                                                                          | D-1-62-000-5040 Wikidata | Mietshaus                |
| Orleansstraße 63 (Standort)       | Mietshaus                | Neurenaissance, 1893 von Philipp Sturm erbaut.                                                              | D-1-62-000-5041 Wikidata | Mietshaus                |
| Orleansstraße 65 (Standort)       | Mietshaus                | neubarock mit reichem Stuckdekor und neugotischer Marienfigur, Ende 19. Jahrhundert                         | D-1-62-000-5042 Wikidata | weitere Bilder           |
| Orleansstraße 67 (Standort)       | Mietshaus                | Neurenaissance, um 1880.                                                                                    | D-1-62-000-5043 Wikidata | Mietshaus                |
| Orleansstraße 69 (Standort)       | Mietshaus                | Neurenaissance, Eckbau mit Eckturm, reich gegliedert, bez. 1900.                                            | D-1-62-000-5044 Wikidata | Mietshaus                |

### P
| Lage                                           | Objekt                                                                        | Beschreibung | Akten-Nr.                | Bild                      |
| ---------------------------------------------- | ----------------------------------------------------------------------------- | --- | ------------------------ | ------------------------- |
| Pariser Platz 1 (Standort)                     | Mietshaus                                                                     | Eckbau mit Erker und Eisenbalkonen, Ende 19. Jahrhundert; vereinfacht. | D-1-62-000-5106 Wikidata | Mietshaus                 |
| Pariser Platz 2 (Standort)                     | Mietshaus                                                                     | Neurenaissance mit Eckerker, um 1880. | D-1-62-000-5107 Wikidata | Mietshaus                 |
| Pariser Straße 1 (Standort)                    | Mietshaus                                                                     | neubarock, mit Erker, um 1890; Gruppe mit Balanstraße 23 | D-1-62-000-5109 Wikidata | weitere Bilder            |
| Pariser Straße 3 (Standort)                    | Mietshaus                                                                     | in spätklassizistischer Tradition, um 1870/80 | D-1-62-000-5110 Wikidata | weitere Bilder            |
| Pariser Straße 5 (Standort)                    | Mietshaus                                                                     | in spätklassizistischer Tradition, 1875 | D-1-62-000-5111 Wikidata | Mietshaus                 |
| Pariser Straße 6 (Standort)                    | Mietshaus                                                                     | in spätklassizistischer Tradition, um 1870/80; Gruppe mit Nr. 8. | D-1-62-000-5112 Wikidata | Mietshaus                 |
| Pariser Straße 7 (Standort)                    | Mietshaus                                                                     | in spätklassizistischer Tradition, mit Stuckdekor, 1875 | D-1-62-000-5113 Wikidata | Mietshaus                 |
| Pariser Straße 8 (Standort)                    | Mietshaus                                                                     | in spätklassizistischer Tradition, um 1870/80; Gruppe mit Nr. 6 | D-1-62-000-5114 Wikidata | Mietshaus                 |
| Pariser Straße 9 (Standort)                    | Mietshaus                                                                     | Neurenaissance, um 1880. | D-1-62-000-5115 Wikidata | Mietshaus                 |
| Pariser Straße 10 (Standort)                   | Mietshaus                                                                     | in spätklassizistischer Tradition, um 1870/80; Gruppe mit Nr. 12 | D-1-62-000-5116 Wikidata | Mietshaus                 |
| Pariser Straße 12 (Standort)                   | Mietshaus                                                                     | in spätklassizistischer Tradition, 1877 von Josef Ramauer erbaut; Gruppe mit Nr. 10 | D-1-62-000-5117 Wikidata | weitere Bilder            |
| Pariser Straße 15 (Standort)                   | Mietshaus                                                                     | in spätklassizistischer Tradition, um 1870 | D-1-62-000-5118 Wikidata | Mietshaus                 |
| Pariser Straße 16 (Standort)                   | Mietshaus                                                                     | deutsche Renaissance, mit Erker und Stuckdekor, 1898; Gruppe mit Nr. 18 und Rosenheimer Straße 92 und 92a | D-1-62-000-5119 Wikidata | weitere Bilder            |
| Pariser Straße 17 (Standort)                   | Mietshaus                                                                     | neubarock, 1897 von Georg Müller | D-1-62-000-5120 Wikidata | weitere Bilder            |
| Pariser Straße 18 (Standort)                   | Mietshaus                                                                     | deutsche Renaissance, mit Erker und Stuckdekor; Gruppe mit Nr. 16 und Rosenheimer Straße 92 und 92a | D-1-62-000-5121 Wikidata | weitere Bilder            |
| Pariser Straße 19 (Standort)                   | Mietshaus                                                                     | neubarock, Ende 19. Jahrhundert, Fassadenpreisträger 2004 | D-1-62-000-5122 Wikidata | weitere Bilder            |
| Pariser Straße 20 (Standort)                   | Mietshaus                                                                     | Neurenaissance, Ende 19. Jahrhundert. | D-1-62-000-5123 Wikidata | Mietshaus                 |
| Pariser Straße 21 (Standort)                   | Mietshaus                                                                     | deutsche Renaissance, um 1900 | D-1-62-000-5124 Wikidata | Mietshaus                 |
| Pariser Straße 23 (Standort)                   | Mietshaus                                                                     | fünfgeschossiger Mansarddachbau mit hervortretender Mittelachse und Zwerchhaus mit Segmentbogengiebel, Fassadengliederung mit Anklängen an die Formen der deutschen Renaissance, von Rosa und Alois Barbist, 1899 | D-1-62-000-5125 Wikidata | Mietshaus                 |
| Pariser Straße 24 (Standort)                   | Mietshaus                                                                     | Neurenaissance, mit Eckerker, reich gegliedert, Ende 19. Jahrhundert. | D-1-62-000-5126 Wikidata | weitere Bilder            |
| Pariser Straße 29 (Standort)                   | Mietshaus                                                                     | Neurenaissance, 1899 von Johann Winkler, später aufgestockt. | D-1-62-000-5127 Wikidata | Mietshaus                 |
| Pariser Straße 29a (Standort)                  | Mietshaus                                                                     | Neurenaissance, reich gegliederter Eckbau am Pariser Platz, 1890 von Adolf Lutz. | D-1-62-000-5128 Wikidata | weitere Bilder            |
| Pariser Straße 30 (Standort)                   | Mietshaus                                                                     | neubarock, 1893–94 von Lorenz Gack und Karl Klinger | D-1-62-000-5129 Wikidata | Mietshaus                 |
| Pariser Straße 31 (Standort)                   | Mietshaus                                                                     | Neurenaissance-Eckbau, 1899 von Emil Ludwig. | D-1-62-000-5130 Wikidata | weitere Bilder            |
| Pariser Straße 32 (Standort)                   | Mietshaus                                                                     | neubarock, mit zwei Erkern, 1890 von Karl Schmidt | D-1-62-000-5131 Wikidata | Mietshaus                 |
| Pariser Straße 33 (Standort)                   | Mietshaus                                                                     | Neurenaissance, 1888 von Karl Schmidt. | D-1-62-000-5132 Wikidata | Mietshaus                 |
| Pariser Straße 34 (Standort)                   | Mietshaus                                                                     | Neurenaissance, um 1890/1900. | D-1-62-000-5133 Wikidata | Mietshaus                 |
| Pariser Straße 35 (Standort)                   | Mietshaus                                                                     | Neurenaissance, reich gegliedert, 1889 von Franz Kil; Gruppe mit der gleichartigen Nr. 37. | D-1-62-000-5134 Wikidata | weitere Bilder            |
| Pariser Straße 36 (Standort)                   | Mietshaus                                                                     | Neurenaissance, reich gegliedert, um 1880. | D-1-62-000-5135 Wikidata | weitere Bilder            |
| Pariser Straße 37 (Standort)                   | Mietshaus                                                                     | Neurenaissance, um 1889; Gruppe mit der gleichartigen Nr. 35. | D-1-62-000-5136 Wikidata | weitere Bilder            |
| Pariser Straße 44 (Standort)                   | Mietshaus                                                                     | Neurenaissance, Ende 19. Jahrhundert. | D-1-62-000-5137 Wikidata | weitere Bilder            |
| Pariser Straße 50 (Standort)                   | Mietshaus                                                                     | Neurenaissance, Ende 19. Jahrhundert. | D-1-62-000-5138 Wikidata | weitere Bilder            |
| Perfallstraße 1; Trogerstraße 38/40 (Standort) | Mietshausgruppe                                                               | drei fünfgeschossige Satteldachbauten, mit zurückliegendem obersten Geschoss und Erkertürmen, mit Wappen und vier Skulpturen im Stile einer moderaten Moderne, von Ludwig Sporer, 1929 | D-1-62-000-9775 Wikidata | Mietshausgruppe           |
| Preysingplatz 3/4/5/6/7 (Standort)             | Auf dem rückwärtigen Areal unterirdische Anlagen eines ehemaligen Bierkellers | vierschiffige, langgestreckte Tonnengewölbe aus Ziegelmauerwerk, 1. Hälfte 19. Jahrhundert; Teil der ehemaligen Kellerstadt der Münchner Brauereien in Haidhausen | D-1-62-000-7878 Wikidata | BW                        |
| Preysingplatz 12 (Standort)                    | Mietshaus                                                                     | malerischer Eckbau im barockisierenden Jugendstil, mit Loggien und Balkonen, Anfang 20. Jahrhundert | D-1-62-000-5492 Wikidata | weitere Bilder            |
| Preysingstraße 3 (Standort)                    | Mietshaus                                                                     | deutsche Renaissance, mit Erker, bezeichnet 1894 | D-1-62-000-5496 Wikidata | Mietshaus                 |
| Preysingstraße 4/6; Kellerstraße 3 (Standort)  | Mietshaus                                                                     | teils mit Läden, bestehend aus drei fünfgeschossigen Bauten mit Erkern und Balkonen, jeweils breiten Zwerchhäusern mit Schweifgiebel sowie bewegter Dachlandschaft, im Reformstil, vom Baubüro Heilmann und Littmann, 1910 | D-1-62-000-5497 Wikidata | weitere Bilder            |
| Preysingstraße 5 (Standort)                    | Mietshaus                                                                     | gotisierend, mit Wappen und Zierfriesen, 1895 von Feodor Elste | D-1-62-000-5498 Wikidata | Mietshaus                 |
| Preysingstraße 6 (Standort)                    | Mietshaus                                                                     | später Jugendstil, 1910 von Heilmann und Littmann; Gruppe mit Nr. 4 ehemals unter der Nummer D-1-62-000-5499 separat aufgeführt | D-1-62-000-5497 Wikidata | Mietshaus                 |
| Preysingstraße 7 (Standort)                    | Mietshaus                                                                     | schlicht in deutscher Renaissance, mit Erkern, um 1900 | D-1-62-000-5500 Wikidata | Mietshaus                 |
| Preysingstraße 8 (Standort)                    | Mietshaus                                                                     | barockisierender Jugendstil, Anfang 20. Jahrhundert, Außenfassade wurde als Kulisse verwendet für die Sitcom Spezlwirtschaft | D-1-62-000-5501 Wikidata | Mietshaus                 |
| Preysingstraße 17 (Standort)                   | Evang.-Luth. Johanneskirche                                                   | neuromanischer, kreuzförmiger Zentralbau mit Emporen und Turm, malerischer Gruppenbau aus Rohbackstein, 1914–16 von Albert Schmidt; inmitten des Preysingplatzes | D-1-62-000-5502 Wikidata | weitere Bilder            |
| Preysingstraße 21/23/25 (Standort)             | Wohn- und Vereinshaus des Sankt-Josefs-Vereins Haidhausen                     | fünfgeschossiger achsensymmetrisch angelegter Satteldachbau mit zwei flachen Erkern in den drei Obergeschossen, ursprünglich mit Natursteinfassade und Schweifgiebel in Neurenaissanceformen, von Oskar Strelin, 1897, Fassaden und Dach 1929 nach Plänen von Michael Steinbrecher vereinfacht; westseitiger Erweiterungsbau, fünfgeschossiger verputzter Satteldachbau mit durch Sohlbankgesimse zusammengefassten Fensteröffnungen und hofseitigem Saalbau mit Kapelle, von Michael Steinbrecher, 1929; beide nach Kriegsschäden ab 1946 wiederhergestellt, Kapelle 1963 neu gestaltet | D-1-62-000-11271         | BW                        |
| Preysingstraße 37 (Standort)                   | Mietshaus                                                                     | malerischer Eckbau in deutscher Renaissance (im Burgenstil), 1901–02 von Ernst Günther; städtebaulicher Abschluss der Wörthstraße | D-1-62-000-5503 Wikidata | weitere Bilder            |
| Preysingstraße 39 (Standort)                   | Mietshaus                                                                     | malerischer, historisierender Eckbau, stark vertikal entwickelt, Anfang 20. Jahrhundert | D-1-62-000-5504 Wikidata | weitere Bilder            |
| Preysingstraße 41 (Standort)                   | Mietshaus                                                                     | Neurenaissance, Ende 19. Jahrhundert | D-1-62-000-5505 Wikidata | weitere Bilder            |
| Preysingstraße 42 (Standort)                   | Mietshaus                                                                     | Eckbau, um 1900; zum Teil vereinfacht; Block mit Milchstraße 27. | D-1-62-000-5506 Wikidata | Mietshaus                 |
| Preysingstraße 46 (Standort)                   | Mietshaus                                                                     | neubarock, mit Erker, um 1900 | D-1-62-000-5507 Wikidata | Mietshaus                 |
| Preysingstraße 52 (Standort)                   | Mietshaus                                                                     | neuklassizistisch, Anfang 20. Jahrhundert | D-1-62-000-5508 Wikidata | Mietshaus                 |
| Preysingstraße 53 (Standort)                   | Kleinhaus                                                                     | mit zwei Zwerchgiebeln, Anfang 19. Jahrhundert; bildet mit Nr. 55 einen Schopfwalmdach-Block | D-1-62-000-5509 Wikidata | Kleinhaus                 |
| Preysingstraße 54 (Standort)                   | Kleinhaus                                                                     | 1. Hälfte 19. Jahrhundert | D-1-62-000-5510 Wikidata | Kleinhaus                 |
| Preysingstraße 55 (Standort)                   | Kleinhaus                                                                     | Anfang 19. Jahrhundert; bildet mit Nr. 53 einen Schopfwalmdach-Block. | D-1-62-000-5511 Wikidata | Kleinhaus                 |
| Preysingstraße 57 (Standort)                   | Kleinhaus                                                                     | frühes 19. Jahrhundert; Gruppe mit Nr. 59, 61, 63 und 65 | D-1-62-000-5513 Wikidata | Kleinhaus                 |
| Preysingstraße 58 (Standort)                   | Üblacker-Häusl                                                                | Niedriges Kleinhaus, Tagelöhner-Unterkunft, Ende des 18. Jahrhunderts. | D-1-62-000-5514 Wikidata | weitere Bilder            |
| Preysingstraße 59 (Standort)                   | Kleinhaus                                                                     | frühes 19. Jahrhundert: Gruppe mit Nr. 57, 61, 63 und 65 | D-1-62-000-5515 Wikidata | Kleinhaus                 |
| Preysingstraße 60 (Standort)                   | Kleinhaus                                                                     | wohl 1. Hälfte 19. Jahrhundert | D-1-62-000-5516 Wikidata | Kleinhaus                 |
| Preysingstraße 60a (Standort)                  | Kleinhaus                                                                     | Tiefgelegenes, niedriges Kleinhaus, wohl 1. Hälfte 19. Jahrhundert. | D-1-62-000-5512 Wikidata | Kleinhaus                 |
| Preysingstraße 61 (Standort)                   | Kleinhaus                                                                     | frühes 19. Jahrhundert; Gruppe mit Nr. 57, 59, 63 und 65 | D-1-62-000-5517 Wikidata | Kleinhaus                 |
| Preysingstraße 63 (Standort)                   | Kleinhaus                                                                     | frühes 19. Jahrhundert; Gruppe mit Nr. 57, 59, 61 und 65 | D-1-62-000-5518 Wikidata | weitere Bilder            |
| Preysingstraße 64 (Standort)                   | Kleinhaus                                                                     | Ebenerdiges, sehr niedriges Kleinhaus mit Zwerchhaus, um 1800. | D-1-62-000-5519 Wikidata | Kleinhaus                 |
| Preysingstraße 65 (Standort)                   | Kleinhaus                                                                     | frühes 19. Jahrhundert; Gruppe mit Nr. 57, 59, 61 und 63 | D-1-62-000-5520 Wikidata | Kleinhaus                 |
| Preysingstraße 66 (Standort)                   | Erdgeschossiges Kleinhaus                                                     | eingeschossiger Satteldachbau, um 1800 | D-1-62-000-5521 Wikidata | Erdgeschossiges Kleinhaus |
| Preysingstraße 67 (Standort)                   | Mietshaus                                                                     | viergeschossiger Neurenaissance-Eckbau, von Hugo Dreier, 1888 | D-1-62-000-5522 Wikidata | Mietshaus                 |
| Preysingstraße 68 (Standort)                   | Kleinhaus                                                                     | Mitte 19. Jahrhundert; hinter Nr. 66. | D-1-62-000-5523 Wikidata | Kleinhaus                 |
| Preysingstraße 69 (Standort)                   | Mietshaus                                                                     | neubarock, mit Eckerker, Ende 19. Jahrhundert | D-1-62-000-5524 Wikidata | weitere Bilder            |
| Preysingstraße 70 (Standort)                   | Kleinhaus                                                                     | klassizistisch, Anfang 19. Jahrhundert; bildet mit Nr. 72 einen Walmdachblock und mit Nr. 74 und 76 eine Gruppe | D-1-62-000-5525 Wikidata | Kleinhaus                 |
| Preysingstraße 71 (Standort)                   | Kriechbaumhof                                                                 | ehemaliges Herbergshaus; zweigeschossiger Blockbau mit scharschindelgedecktem Halbwalmdach, umlaufender Laube und teilverschalten Giebellauben, 17. Jahrhundert | D-1-62-000-7668 Wikidata | weitere Bilder            |
| Preysingstraße 72 (Standort)                   | Kleinhaus                                                                     | Anfang 19. Jahrhundert; bildet mit Nr. 70 einen Walmdachblock und mit Nr. 74 und 76 eine Gruppe. | D-1-62-000-5526 Wikidata | Kleinhaus                 |
| Preysingstraße 74 (Standort)                   | Kleinhaus                                                                     | klassizistisch, Anfang 19. Jahrhundert; bildet mit Nr. 76 einen Walmdachblock und mit Nr. 70 und 72 eine Gruppe | D-1-62-000-5527 Wikidata | Kleinhaus                 |
| Preysingstraße 75 (Standort)                   | Mietshaus                                                                     | spätklassizistisch, um 1860 | D-1-62-000-5528 Wikidata | weitere Bilder            |
| Preysingstraße 76 (Standort)                   | Kleinhaus                                                                     | Anfang 19. Jahrhundert; bildet mit Nr. 74 einen Walmdachblock und mit Nr. 70 und 72 eine Gruppe. | D-1-62-000-5529 Wikidata | Kleinhaus                 |
| Preysingstraße 77 (Standort)                   | Mietshaus                                                                     | spätklassizistisch, um 1860 | D-1-62-000-5530 Wikidata | Mietshaus                 |
| Preysingstraße 79 (Standort)                   | Mietshaus                                                                     | barockisierend, Anfang 20. Jahrhundert | D-1-62-000-5531 Wikidata | weitere Bilder            |
| Preysingstraße 81 (Standort)                   | Eckhaus                                                                       | spätklassizistisch, um 1860 | D-1-62-000-5532 Wikidata | Eckhaus                   |
| Preysingstraße 83/85/87/87a/97/105 (Standort)  | Ehemaliges Frauenkloster zum Guten Hirten                                     | Ursprünglich Schlösschen und Garten der Freiherren von Leublfing bzw. Grafen Preysing, jetzt Kirchliches Zentrum der Erzdiözese. Zum Teil historische Gebäudegruppe in weitem Gartengelände. An der Leonhardstraße Mauer, der Nordteil 18. Jahrhundert mit Blenden und Portalsäulen an der Innenseite; der Südteil mit Einfahrtstor um 1908 zugleich mit Bau A (siehe unten). In der Mitte das ehem. Kloster, romanisierend/gotisierender Komplex mit zwei Flügeln zu Seiten der netzgewölbten Kirche, 1841–43. Südlich davon Bau A, Edith-Stein-Gymnasium der Erzdiözese München und Freising, hochragender, historisierender Dreiflügelbau, 1908 von Korbinian Schmid. Aus vorklösterlicher Zeit stammen wohl Bau C (jetzt Deutscher Katecheten-Verein), Walmdachbau vielleicht noch des 18. Jahrhunderts; und der freistehende, langgestreckte, schlicht klassizistische Bau nordöstlich davon, 1. Hälfte 19. Jahrhundert, jetzt Referat AV-Medien. | D-1-62-000-5533 Wikidata | weitere Bilder            |
| Prinzregentenplatz 14 (Standort)               | Eckhaus                                                                       | barockisierender Jugendstil, reich gegliedert und dekoriert, um 1908–09 von Franz Popp; bildet Block mit dem gleichartigen Haus Nr. 16 | D-1-62-000-5563 Wikidata | Eckhaus                   |
| Prinzregentenplatz 16 (Standort)               | Eckhaus                                                                       | barockisierender Jugendstil, reich gegliedert und dekoriert, um 1908–09 von Franz Popp; bildet Block mit dem gleichartigen Haus Nr. 14 | D-1-62-000-5565 Wikidata | Eckhaus                   |
| Prinzregentenstraße 60 (Standort)              | Villa Stuck                                                                   | Zweigeschossiger, kubischer Putzbau mit flachem Walmdach hinter Attika, flächenhafter Fassadengliederung und Portikus, neuklassizistischer Jugendstil, 1897–98 nach Entwurf von Franz von Stuck, 1897/98; ehemaliges Atelierhaus mit Verbindungstrakt zur Villa, zweigeschossiger, kubischer Putzbau mit flachem Walmdach, flächenhafter Fassadengliederung und flachem Mittelrisalit mit Dreiecksgiebel, klassizistischer Jugendstil, nach Entwurf von Franz von Stuck, 1913/14; Brunnen mit Reiterbild „Amazone“, im Vorgarten vor dem Portikus, Bronze, von Franz von Stuck, 1897; Einfriedung, Kalksteinmauer mit Gittermuster und Gittertoren, gleichzeitig; Garten mit Pergola und Plastiken, gleichzeitig. lobende Erwähnung beim Fassadenpreis 2004. (Geschütztes Kulturgut) | D-1-62-000-5588 Wikidata | weitere Bilder            |
| Prinzregentenstraße 64 (Standort)              | Mietshaus                                                                     | neuklassizistischer Eckbau, 1911 von Franz Deininger; Gruppe mit Nr. 66 und 68 | D-1-62-000-5591 Wikidata | weitere Bilder            |
| Prinzregentenstraße 66 (Standort)              | Mietshaus                                                                     | neuklassizistisch, 1911 von Franz Deininger; Gruppe mit Nr. 64 und 68. ehemals unter der Nummer D-1-62-000-5592 separat aufgeführt | D-1-62-000-5591 Wikidata | weitere Bilder            |
| Prinzregentenstraße 68 (Standort)              | Mietshaus                                                                     | neuklassizistischer Eckbau, mit Säulenstellung am Eckportal, 1911 von Franz Deininger; Gruppe mit Nr. 64 und 66. ehemals unter der Nummer D-1-62-000-5594 separat aufgeführt | D-1-62-000-5591 Wikidata | weitere Bilder            |
| Prinzregentenstraße 70 (Standort)              | Mietshaus                                                                     | barockisierender Eckbau, mit Wappenrelief im Giebel, Anfang 20. Jahrhundert | D-1-62-000-5596 Wikidata | Mietshaus                 |
| Prinzregentenstraße 72 (Standort)              | Mietshaus                                                                     | barockisierender Jugendstil, mit Erker, 1901 von Ludwig Grothe | D-1-62-000-5598 Wikidata | weitere Bilder            |
| Prinzregentenstraße 74 (Standort)              | Mietshaus                                                                     | klassizistischer Jugendstil, mit zwei Erkern und Balkongittern, um 1902–04 von Robert Graschberger | D-1-62-000-5600 Wikidata | Mietshaus                 |
| Prinzregentenstraße 92/94/96/98/100 (Standort) | Teil einer Wohnanlage                                                         | 1927 von Eugen Dreisch; siehe Versailler Straße 21. | D-1-62-000-7197 Wikidata | Teil einer Wohnanlage     |
| Prinzregentenstraße 102 (Standort)             | Kath. Pfarrkirche St. Gabriel                                                 | Rohbacksteinbau mit Turm, 1925–26 von Eduard Herbert und Otho Orlando Kurz; der Stil in Anlehnung an frühchristliche Vorbilder entwickelt, zugehörig Versailler Straße 20, siehe dort. | D-1-62-000-5608 Wikidata | weitere Bilder            |
| Pütrichstraße 1 (Standort)                     | Mietshaus                                                                     | mit Neurenaissance-Eckerker, um 1890; vereinfacht | D-1-62-000-5630 Wikidata | Mietshaus                 |
| Pütrichstraße 2 (Standort)                     | Mietshaus                                                                     | Neurenaissance, um 1890. | D-1-62-000-5631 Wikidata | Mietshaus                 |
| Pütrichstraße 5 (Standort)                     | Mietshaus                                                                     | Neurenaissance, um 1880/90; mit Nr. 7 zu einem Block vereint. | D-1-62-000-5632 Wikidata | Mietshaus                 |
| Pütrichstraße 7 (Standort)                     | Mietshaus                                                                     | Neurenaissance, um 1880/90; mit Nr. 5 zu einem Block vereint. | D-1-62-000-5633 Wikidata | Mietshaus                 |
| Pütrichstraße 8 (Standort)                     | Mietshaus                                                                     | Neurenaissance-Eckbau, Ende 19. Jahrhundert; bildet mit dem Eckhaus Kellerstraße 19 eine architektonische Einheit. | D-1-62-000-5634 Wikidata | Mietshaus                 |

### R
| Lage                              | Objekt               | Beschreibung | Akten-Nr.                | Bild           |
| --------------------------------- | -------------------- | --- | ------------------------ | -------------- |
| Rablstraße 35 (Standort)          | Mietshaus            | barockisierend, bezeichnet 1901, von Rosa Barbist | D-1-62-000-5640 Wikidata | weitere Bilder |
| Rablstraße 37 (Standort)          | Mietshaus            | Eckbau in deutscher Renaissance, mit drei Erkern, 1899 von Paul Böhmer und Julius Loew; zum Teil vereinfacht. | D-1-62-000-5642 Wikidata | Mietshaus      |
| Rablstraße 39 (Standort)          | Mietshaus            | Jugendstil, mit Putzgliederung und Stuck, Plan 1906 von Heinrich Stengel und Paul Hofer, bezeichnet 1908; Gegenstück zu Nr. 43 | D-1-62-000-5644 Wikidata | Mietshaus      |
| Rablstraße 43 (Standort)          | Mietshaus            | Jugendstil, mit Putzgliederung und Stuck, um 1908; Gegenstück zu Nr. 39. | D-1-62-000-5647 Wikidata | Mietshaus      |
| Rosenheimer Straße 1 (Standort)   | Müllersches Volksbad | malerischer Gruppenbau am Isarkai mit Turm, im barockisierenden Jugendstil, 1897–1901 von Carl Hocheder d. Ä.; Inneres reich ausgestaltet. Entlang der Westseite am Uferweg Kaimauer mit kugelbesetzter Balustrade und Pavillon am Nordende | D-1-62-000-5917 Wikidata | weitere Bilder |
| Rosenheimer Straße 44 (Standort)  | Mietshaus            | deutsche Renaissance, mit Erker und reichem Stuckdekor, um 1900 | D-1-62-000-5926 Wikidata | Mietshaus      |
| Rosenheimer Straße 62 (Standort)  | Mietshaus            | Neurenaissance-Eckbau, mit Erker an der dem Rosenheimer Platz zugewendeten, schmalen Nordseite, 1892–93 von Alois Barbist; Block mit Nr. 64.                                                                                                | D-1-62-000-5927 Wikidata | Mietshaus      |
| Rosenheimer Straße 63 (Standort)  | Mietshaus            | spätklassizistisch, 1879 erbaut | D-1-62-000-5928 Wikidata | Mietshaus      |
| Rosenheimer Straße 64 (Standort)  | Mietshaus            | Neurenaissance, mit Eckerker, 1892–93 von Alois Barbist; Einbau eines Kinos, 1909 von Hans Thaler; Block mit Nr. 62. | D-1-62-000-5929 Wikidata | Mietshaus      |
| Rosenheimer Straße 68 (Standort)  | Mietshaus            | spätklassizistisch, um 1860 | D-1-62-000-5930 Wikidata | Mietshaus      |
| Rosenheimer Straße 69 (Standort)  | Mietshaus            | schlicht spätklassizistisch, um 1860 | D-1-62-000-5931 Wikidata | Mietshaus      |
| Rosenheimer Straße 70 (Standort)  | Mietshaus            | schlicht, um 1860 | D-1-62-000-5932 Wikidata | Mietshaus      |
| Rosenheimer Straße 72 (Standort)  | Mietshaus            | spätklassizistisch, um 1860 | D-1-62-000-5933 Wikidata | Mietshaus      |
| Rosenheimer Straße 74 (Standort)  | Mietshaus            | spätklassizistisch, um 1860 | D-1-62-000-5934 Wikidata | Mietshaus      |
| Rosenheimer Straße 75 (Standort)  | Mietshaus            | spätklassizistischer Eckbau mit Satteldach und Putzgliederung, um 1850/60 | D-1-62-000-5935 Wikidata | Mietshaus      |
| Rosenheimer Straße 77 (Standort)  | Mietshaus            | Neurenaissance, Ende 19. Jahrhundert | D-1-62-000-5936 Wikidata | Mietshaus      |
| Rosenheimer Straße 78 (Standort)  | Mietshaus            | Neurenaissance, reich gegliedert, mit Stuckdekor, um 1870/80. | D-1-62-000-5937 Wikidata | weitere Bilder |
| Rosenheimer Straße 79 (Standort)  | Mietshaus            | deutsche Renaissance, um 1890/1900 | D-1-62-000-5938 Wikidata | Mietshaus      |
| Rosenheimer Straße 85 (Standort)  | Mietshaus            | Neurenaissance, um 1880 | D-1-62-000-5939 Wikidata | Mietshaus      |
| Rosenheimer Straße 87 (Standort)  | Vorstadthaus         | klassizistischer Eckbau, 1. Hälfte 19. Jahrhundert | D-1-62-000-5940 Wikidata | Vorstadthaus   |
| Rosenheimer Straße 90 (Standort)  | Mietshaus            | Neurenaissance, reich gegliedert, mit Erker an der abgeschrägten Ecke, um 1870/80. | D-1-62-000-5941 Wikidata | Mietshaus      |
| Rosenheimer Straße 92 (Standort)  | Mietshaus            | deutsche Renaissance, mit Eckerker und Stuckdekor, bezeichnet 1898; bildet eine Gruppe mit Nr. 92a, 94 und Pariser Straße 16 und 18 | D-1-62-000-5942 Wikidata | Mietshaus      |
| Rosenheimer Straße 92a (Standort) | Mietshaus            | deutsche Renaissance, mit Erker und Stuckdekor, um 1898; Gruppe mit Nr. 92, 94 und Pariser Straße 16 und 18 | D-1-62-000-5943 Wikidata | Mietshaus      |
| Rosenheimer Straße 94 (Standort)  | Mietshaus            | deutsche Renaissance, mit Erker und Stuckdekor, um 1898; Gruppe mit Nr. 92, 92a und Pariser Straße 16 und 18 | D-1-62-000-5944 Wikidata | Mietshaus      |
| Rosenheimer Straße 98 (Standort)  | Mietshaus            | Neurenaissance, mit Eckerker, Ende 19. Jahrhundert | D-1-62-000-5945 Wikidata | Mietshaus      |
| Rosenheimer Straße 100 (Standort) | Mietshaus            | Neurenaissance, mit Eckerker, Ende 19. Jahrhundert | D-1-62-000-5946 Wikidata | Mietshaus      |
| Rosenheimer Straße 104 (Standort) | Mietshaus            | Neurenaissance, 1892 von Xaver Feßlmayer | D-1-62-000-5947 Wikidata | Mietshaus      |
| Rosenheimer Straße 105 (Standort) | Mietshaus            | neubarock, mit Putzgliederung, 1898 | D-1-62-000-5948 Wikidata | Mietshaus      |
| Rosenheimer Straße 108 (Standort) | Mietshaus            | stattlicher Eckbau in deutscher Renaissance, mit Erkern, reichem Dekor und Wandgemälden, bezeichnet 1904, von Ernst Günther | D-1-62-000-5949 Wikidata | weitere Bilder |
| Rosenheimer Straße 135 (Standort) | Mietshaus            | Neurenaissance, Ende 19. Jahrhundert; Gruppe mit Orleansstraße 15; vergleiche auch Ensemble Ostbahnhofviertel. | D-1-62-000-5950 Wikidata | Mietshaus      |

### S
| Lage                                                    | Objekt                                                                 | Beschreibung | Akten-Nr.                | Bild                                                                   |
| ------------------------------------------------------- | ---------------------------------------------------------------------- | --- | ------------------------ | ---------------------------------------------------------------------- |
| Schiltbergerstraße 1 (Standort)                         | Mietshaus                                                              | Jugendstildekor, um 1900 | D-1-62-000-6171 Wikidata | Mietshaus                                                              |
| Schiltbergerstraße 2 (Standort)                         | Mietshaus                                                              | barockisierend, Anfang 20. Jahrhundert | D-1-62-000-6172 Wikidata | Mietshaus                                                              |
| Schloßstraße 3 (Standort)                               | Kleinhaus                                                              | wohl 1. Hälfte 19. Jahrhundert | D-1-62-000-6231 Wikidata | Kleinhaus                                                              |
| Schloßstraße 5 (Standort)                               | Kleinhaus                                                              | wohl 1. Hälfte 19. Jahrhundert | D-1-62-000-6232 Wikidata | Kleinhaus                                                              |
| Schloßstraße 7 (Standort)                               | Vorstadthaus                                                           | 1. Hälfte 19. Jahrhundert | D-1-62-000-6233 Wikidata | Vorstadthaus                                                           |
| Schloßstraße 9 (Standort)                               | Mietshaus                                                              | Neurenaissance, Ende 19. Jahrhundert | D-1-62-000-6234 Wikidata | Mietshaus                                                              |
| Schloßstraße 11 (Standort)                              | Kleinhaus                                                              | wohl um 1800 | D-1-62-000-6235 Wikidata | Kleinhaus                                                              |
| Schneckenburgerstraße 14 (Standort)                     | Teil einer Mietshausgruppe                                             | (mit Nr. 16 und Kuglerstraße 17), barockisierend, mit Erker, um 1920; städtebaulicher Abschluss des vorgelagerten Platzes                    | D-1-62-000-3650 Wikidata | Teil einer Mietshausgruppe                                             |
| Schneckenburgerstraße 15 (Standort)                     | Mietshaus                                                              | später Jugendstil, mit schlichtem Putzdekor, 1912 von Adolf Ziebland; Gruppe mit Nr. 17                                                      | D-1-62-000-6268 Wikidata | Mietshaus                                                              |
| Schneckenburgerstraße 16 (Standort)                     | Teil einer Mietshausgruppe                                             | (mit Nr. 14 und Kuglerstraße 17), barockisierend, mit Erker, um 1920                                                                         | D-1-62-000-3650 Wikidata | Teil einer Mietshausgruppe                                             |
| Schneckenburgerstraße 17 (Standort)                     | Mietshaus                                                              | später Jugendstil, mit schlichtem Putzdekor, 1910 von Julius Volk; Gruppe mit Nr. 15                                                         | D-1-62-000-6270 Wikidata | Mietshaus                                                              |
| Schneckenburgerstraße 19 (Standort)                     | Mietshaus                                                              | neubarock, 1903 von Georg Guinin | D-1-62-000-6271 Wikidata | Mietshaus                                                              |
| Schneckenburgerstraße 20 (Standort)                     | Mietshaus                                                              | Jugendstil, mit Erker, Giebel, Putz- und Stuckdekor, 1904 von Carl Evora.                                                                    | D-1-62-000-6272 Wikidata | Mietshaus                                                              |
| Schneckenburgerstraße 33/35/37/37a/39/39a/41 (Standort) | Teil einer Wohnanlage                                                  | 1927 von Eugen Dreisch; siehe Versailler Straße 21.                                                                                          | D-1-62-000-7197 Wikidata | weitere Bilder                                                         |
| Schneckenburgerstraße 44 (Standort)                     | Mietshaus                                                              | Eckbau im späten Jugendstil, reich gegliedert, 1910 von Berthold Neubauer.                                                                   | D-1-62-000-6274 Wikidata | Mietshaus                                                              |
| Sckellstraße 1 (Standort)                               | Mietshaus                                                              | freistehender Block in klassizistischer Neurenaissance, 1876 von Simon Killer                                                                | D-1-62-000-6399 Wikidata | weitere Bilder                                                         |
| Sckellstraße 2 (Standort)                               | Doppelhausblock mit Nr. 3                                              | Neurenaissance, reich gegliedert, 1877–78 von Simon Killer. ehemals unter der Nummer D-1-62-000-6400 separat aufgeführt                      | D-1-62-000-6401 Wikidata | Doppelhausblock mit Nr. 3                                              |
| Sckellstraße 3 (Standort)                               | Doppelhausblock mit Nr. 2                                              | Neurenaissance, reich gegliedert, 1877–78 von Simon Killer.                                                                                  | D-1-62-000-6401 Wikidata | Doppelhausblock mit Nr. 2                                              |
| Sckellstraße 4 (Standort)                               | Doppelhausblock mit Nr. 5                                              | Neurenaissance, reich gegliedert, 1877 von Karl Hock.                                                                                        | D-1-62-000-6402 Wikidata | weitere Bilder                                                         |
| Sckellstraße 5 (Standort)                               | Doppelhausblock mit Nr. 4                                              | Neurenaissance, reich gegliedert, 1877 von Karl Hock. ehemals unter der Nummer D-1-62-000-6403 separat aufgeführt                            | D-1-62-000-6402 Wikidata | weitere Bilder                                                         |
| Sckellstraße 6 (Standort)                               | Mietshaus                                                              | Eckbau in klassizistischer Tradition, um 1870.                                                                                               | D-1-62-000-6404 Wikidata | Mietshaus                                                              |
| Sedanstraße 3 (Standort)                                | Mietshaus                                                              | neubarock, mit Erker, reich gegliedert und stuckiert, 1890 von Franz Hammel                                                                  | D-1-62-000-6431 Wikidata | weitere Bilder                                                         |
| Sedanstraße 7 (Standort)                                | Mietshaus                                                              | neubarocker Eckbau, mit Stuckdekor an Ecke und Flacherkern, 1892 von Franz Hammel                                                            | D-1-62-000-6432 Wikidata | Mietshaus                                                              |
| Sedanstraße 9 (Standort)                                | Mietshaus                                                              | neubarocker Eckbau, reich gegliedert, 1891 von Franz Hammel                                                                                  | D-1-62-000-6433 Wikidata | weitere Bilder                                                         |
| Sedanstraße 11 (Standort)                               | Mietshaus                                                              | Neurokoko, reich stuckiert, 1896–97 von Ferdinand Hönig; Gruppe mit dem gleichartigen Haus Nr. 13                                            | D-1-62-000-6434 Wikidata | weitere Bilder                                                         |
| Sedanstraße 12 (Standort)                               | Mietshaus                                                              | deutsche Renaissance, mit Erker und Stuckdekor, um 1890                                                                                      | D-1-62-000-6435 Wikidata | Mietshaus                                                              |
| Sedanstraße 13 (Standort)                               | Mietshaus                                                              | Neurokoko, reich stuckiert, 1896–97 von Ferdinand Hönig; Gruppe mit dem gleichartigen Haus Nr. 11.                                           | D-1-62-000-6436 Wikidata | Mietshaus                                                              |
| Sedanstraße 14 (Standort)                               | Mietshaus                                                              | neubarock, Ende 19. Jahrhundert; Gruppe mit dem gleichartigen Haus Nr. 16                                                                    | D-1-62-000-6437 Wikidata | Mietshaus                                                              |
| Sedanstraße 15 (Standort)                               | Mietshaus                                                              | Neurokoko, erbaut 1897, zum Teil vereinfacht; zur Gruppe Nr. 11 und 13 gehörig.                                                              | D-1-62-000-6438 Wikidata | Mietshaus                                                              |
| Sedanstraße 16 (Standort)                               | Mietshaus                                                              | neubarock, Ende 19. Jahrhundert; Gruppe mit dem gleichartigen Haus Nr. 14                                                                    | D-1-62-000-6439 Wikidata | Mietshaus                                                              |
| Sedanstraße 17 (Standort)                               | Mietshaus                                                              | barockisierender Eckbau französischen Charakters, reich gegliedert und stuckiert, 1893–94 von Franz Hammel                                   | D-1-62-000-6440 Wikidata | Mietshaus                                                              |
| Sedanstraße 22 (Standort)                               | Gruppe (mit Nr. 24 und 26) gleichartiger, barockisierender Mietshäuser | mit Stuckmasken und -rosetten, um 1890. | D-1-62-000-6441 Wikidata | Gruppe (mit Nr. 24 und 26) gleichartiger, barockisierender Mietshäuser |
| Sedanstraße 24 (Standort)                               | Gruppe (mit Nr. 22 und 26) gleichartiger, barockisierender Mietshäuser | mit Stuckmasken und -rosetten, um 1890. | D-1-62-000-6442 Wikidata | Gruppe (mit Nr. 22 und 26) gleichartiger, barockisierender Mietshäuser |
| Sedanstraße 25 (Standort)                               | Mietshaus                                                              | deutsche Renaissance, mit zwei Erkern und Stuckdekor, um 1900                                                                                | D-1-62-000-6443 Wikidata | Mietshaus                                                              |
| Sedanstraße 26 (Standort)                               | Gruppe (mit Nr. 22 und 24) gleichartiger, barockisierender Mietshäuser | mit Stuckmasken und -rosetten, um 1890 | D-1-62-000-6444 Wikidata | Gruppe (mit Nr. 22 und 24) gleichartiger, barockisierender Mietshäuser |
| Sedanstraße 27 (Standort)                               | Mietshaus                                                              | deutsche Renaissance, mit Erker und Maßwerkdekor, um 1900                                                                                    | D-1-62-000-6445 Wikidata | Mietshaus                                                              |
| Sedanstraße 32 (Standort)                               | Mietshaus                                                              | deutsche Renaissance, um 1900 | D-1-62-000-6446 Wikidata | Mietshaus                                                              |
| Sedanstraße 34 (Standort)                               | Mietshaus                                                              | neubarock, um 1890 | D-1-62-000-6447 Wikidata | Mietshaus                                                              |
| Seeriederstraße 1 (Standort)                            | Eckbau einer Wohnanlage                                                | 1925–26 von Fritz Beblo und Karl Meitinger; siehe Einsteinstraße 54/56/58/60/62. ehemals unter der Nummer D-1-62-000-6449 separat aufgeführt | D-1-62-000-1453 Wikidata | Eckbau einer Wohnanlage                                                |
| Spicherenstraße 6 (Standort)                            | Mietshaus                                                              | neubarock, mit Stuckdekor, um 1890/1900 | D-1-62-000-6604 Wikidata | Mietshaus                                                              |
| Spicherenstraße 8 (Standort)                            | Mietshaus                                                              | neubarock, reich gegliedert, um 1890/1900 | D-1-62-000-6605 Wikidata | Mietshaus                                                              |
| Spicherenstraße 12 (Standort)                           | Mietshaus                                                              | deutsche Renaissance, mit in Form von drei Erkern angeordnetem Dekor, um 1900                                                                | D-1-62-000-6606 Wikidata | Mietshaus                                                              |
| Spicherenstraße 14 (Standort)                           | Mietshaus                                                              | neubarock, mit zwei Erkern und Stuck, um 1900                                                                                                | D-1-62-000-6607 Wikidata | Mietshaus                                                              |
| Steinstraße 3 (Standort)                                | Mietshaus                                                              | spätklassizistisch, um 1850/60 | D-1-62-000-6631 Wikidata | Mietshaus                                                              |
| Steinstraße 5 (Standort)                                | Mietshaus                                                              | neubarock, mit Stuckdekor, um 1890 | D-1-62-000-6632 Wikidata | Mietshaus                                                              |
| Steinstraße 8 (Standort)                                | Mietshaus                                                              | Neurenaissance, mit Erker, Ende 19. Jahrhundert                                                                                              | D-1-62-000-6633 Wikidata | Mietshaus                                                              |
| Steinstraße 11 (Standort)                               | Mietshaus                                                              | Neurenaissance-Eckbau, 1881 von Johann Wittig                                                                                                | D-1-62-000-6634 Wikidata | Mietshaus                                                              |
| Steinstraße 12 (Standort)                               | Mietshaus                                                              | neubarock, bezeichnet 1894 | D-1-62-000-6635 Wikidata | Mietshaus                                                              |
| Steinstraße 15 (Standort)                               | Kleinhaus (Doppelhaus)                                                 | des frühen 19. Jahrhunderts; Gruppe mit Nr. 17                                                                                               | D-1-62-000-6636 Wikidata | Kleinhaus (Doppelhaus)                                                 |
| Steinstraße 17 (Standort)                               | Kleinhaus                                                              | frühes 19. Jahrhundert; Gruppe mit Nr. 15 | D-1-62-000-6637 Wikidata | Kleinhaus                                                              |
| Steinstraße 18 (Standort)                               | Mietshaus                                                              | Neurenaissance, mit Eckerker, um 1880 | D-1-62-000-6638 Wikidata | Mietshaus                                                              |
| Steinstraße 19 (Standort)                               | Mietshaus                                                              | neubarock, mit zwei Erkern, bezeichnet 1899                                                                                                  | D-1-62-000-6639 Wikidata | Mietshaus                                                              |
| Steinstraße 24 (Standort)                               | Mietshaus                                                              | neubarock mit Eckerker, um 1890; bildet mit Nr. 26 eine symmetrische Gruppe                                                                  | D-1-62-000-6640 Wikidata | Mietshaus                                                              |
| Steinstraße 26 (Standort)                               | Mietshaus                                                              | neubarock, mit Eckerker, um 1890 | D-1-62-000-6641 Wikidata | Mietshaus                                                              |
| Steinstraße 27 (Standort)                               | Mietshaus                                                              | deutsche Renaissance, mit zwei reich dekorierten Erkern und Giebel, bezeichnet 1902                                                          | D-1-62-000-6642 Wikidata | Mietshaus                                                              |
| Steinstraße 39 (Standort)                               | Mietshaus                                                              | Neurenaissance, mit Eckerker, Ende 19. Jahrhundert                                                                                           | D-1-62-000-6643 Wikidata | Mietshaus                                                              |
| Steinstraße 43 (Standort)                               | Zweigeschossiges Kleinhaus                                             | 19. Jahrhundert; im Hof hinter Nr. 47 | D-1-62-000-6644 Wikidata | Zweigeschossiges Kleinhaus                                             |
| Steinstraße 46 (Standort)                               | Mietshaus                                                              | Neurenaissance, Rohbackstein mit Putzgliederungen, 1886 von Baumeister Franz Karg.                                                           | D-1-62-000-6646 Wikidata | Mietshaus                                                              |
| Steinstraße 47 (Standort)                               | Kleinhaus mit Schopfwalm                                               | wohl Anfang 19. Jahrhundert; langgestreckte Gruppe mit Nr. 49, 51 und 53                                                                     | D-1-62-000-6647 Wikidata | Kleinhaus mit Schopfwalm                                               |
| Steinstraße 49 (Standort)                               | Kleinhaus                                                              | wohl Anfang 19. Jahrhundert, Fassadenpreisträger 2005; langgestreckte Gruppe mit Nr. 47, 51 und 53                                           | D-1-62-000-6648 Wikidata | Kleinhaus                                                              |
| Steinstraße 50 (Standort)                               | Schlichtes Vorstadthaus                                                | spätklassizistisch, 1861 von Maurermeister Max Kuppelmayr; langgestreckter Block mit Nr. 52                                                  | D-1-62-000-6649 Wikidata | Schlichtes Vorstadthaus                                                |
| Steinstraße 51 (Standort)                               | Kleinhaus                                                              | wohl Anfang 19. Jahrhundert, Fassadenpreisträger 2005; langgestreckte Gruppe mit Nr. 47, 49 und 53                                           | D-1-62-000-6650 Wikidata | Kleinhaus                                                              |
| Steinstraße 52 (Standort)                               | Schlichtes Vorstadthaus                                                | spätklassizistisch, um 1860; langgestreckter Block mit Nr. 50                                                                                | D-1-62-000-6651 Wikidata | Schlichtes Vorstadthaus                                                |
| Steinstraße 53 (Standort)                               | Kleinhaus mit Schopfwalm                                               | wohl Anfang 19. Jahrhundert, Fassadenpreisträger 2005; langgestreckte Gruppe mit Nr. 47, 49 und 51                                           | D-1-62-000-6652 Wikidata | Kleinhaus mit Schopfwalm                                               |
| Steinstraße 55 (Standort)                               | Mietshaus                                                              | Neurenaissance-Eckbau, 1892 von Korbinian Schmidt                                                                                            | D-1-62-000-6653 Wikidata | Mietshaus                                                              |
| Steinstraße 57 (Standort)                               | Mietshaus                                                              | neubarock, mit Eckerker und Stuckdekor, Ende 19. Jahrhundert; Gruppe mit Nr. 59                                                              | D-1-62-000-6655 Wikidata | Mietshaus                                                              |
| Steinstraße 59 (Standort)                               | Mietshaus                                                              | neubarock, mit Erker und Stuckdekor; Gruppe mit Nr. 57                                                                                       | D-1-62-000-6656 Wikidata | Mietshaus                                                              |
| Steinstraße 63 (Standort)                               | Mietshaus                                                              | Neurenaissance, reich gegliedert, bezeichnet 1875                                                                                            | D-1-62-000-6657 Wikidata | Mietshaus                                                              |
| Steinstraße 65 (Standort)                               | Mietshaus                                                              | in klassizistischer Tradition, 1875 von Maurermeister Georg Köchler                                                                          | D-1-62-000-6658 Wikidata | Mietshaus                                                              |
| Steinstraße 67 (Standort)                               | Mietshaus                                                              | Eckbau in klassizistischer Tradition, mit Lisenengliederung, um 1860/70.                                                                     | D-1-62-000-6659 Wikidata | Mietshaus                                                              |
| Steinstraße 71 (Standort)                               | Mietshaus                                                              | neubarock, um 1890 | D-1-62-000-6660 Wikidata | Mietshaus                                                              |
| Steinstraße 73 (Standort)                               | Mietshaus                                                              | barockisierender Jugendstil, mit reichem Putz- und Stuckdekor, Anfang 20. Jahrhundert; Gruppe mit Nr. 75 und 77                              | D-1-62-000-6661 Wikidata | Mietshaus                                                              |
| Steinstraße 75 (Standort)                               | Mietshaus                                                              | barockisierender Jugendstil, Anfang 20. Jahrhundert; Gruppe mit Nr. 73 und 77                                                                | D-1-62-000-6662 Wikidata | Mietshaus                                                              |
| Steinstraße 77 (Standort)                               | Mietshaus                                                              | barockisierender Jugendstil, mit großer Hausfigur, Anfang 20. Jahrhundert; Gruppe mit Nr. 73 und 75                                          | D-1-62-000-6663 Wikidata | Mietshaus                                                              |
| Steinstraße 79 (Standort)                               | Mietshaus                                                              | deutsche Renaissance, um 1900 | D-1-62-000-6664 Wikidata | Mietshaus                                                              |
| Steinstraße 79a (Standort)                              | Mietshaus                                                              | deutsche Renaissance, um 1900 | D-1-62-000-6665 Wikidata | Mietshaus                                                              |

### T
| Lage                          | Objekt       | Beschreibung                                                                                  | Akten-Nr.                | Bild         |
| ----------------------------- | ------------ | --------------------------------------------------------------------------------------------- | ------------------------ | ------------ |
| Trogerstraße 6 (Standort)     | Mietshaus    | Neurenaissance-Eckbau, mit Erkerturm, um 1880; Gruppe mit Nr. 8.                              | D-1-62-000-6970 Wikidata | Mietshaus    |
| Trogerstraße 8 (Standort)     | Mietshaus    | Neurenaissance, um 1880; Gruppe mit Nr. 6.                                                    | D-1-62-000-6971 Wikidata | Mietshaus    |
| Trogerstraße 12 (Standort)    | Vorstadthaus | spätklassizistisch, 1880; nebst Rückgebäude                                                   | D-1-62-000-6972 Wikidata | Vorstadthaus |
| Trogerstraße 14 (Standort)    | Vorstadthaus | spätklassizistisch, Mitte 19. Jahrhundert                                                     | D-1-62-000-6973 Wikidata | Vorstadthaus |
| Trogerstraße 15/17 (Standort) | Wohnanlage   | barockisierend, mit zwei Breiterkern und zwei Höfen, bezeichnet 1911, von Robert Graschberger | D-1-62-000-6974 Wikidata | Wohnanlage   |
| Trogerstraße 20 (Standort)    | Mietshaus    | Neurenaissance, um 1890/1900                                                                  | D-1-62-000-6975 Wikidata | Mietshaus    |
| Trogerstraße 22 (Standort)    | Mietshaus    | Neurenaissance, um 1890/1900                                                                  | D-1-62-000-6976 Wikidata | Mietshaus    |
| Trogerstraße 24 (Standort)    | Mietshaus    | barockisierend, mit zwei Erkern, um 1900                                                      | D-1-62-000-6979 Wikidata | Mietshaus    |
| Trogerstraße 26 (Standort)    | Mietshaus    | deutsche Renaissance, bezeichnet 1905                                                         | D-1-62-000-6980 Wikidata | Mietshaus    |
| Trogerstraße 42 (Standort)    | Mietshaus    | Jugendstil, mit zwei Erkern, Putzdekor und figürlichem Stuckfries, 1911–12 von Franz Popp.    | D-1-62-000-6981 Wikidata | Mietshaus    |
| Trogerstraße 44 (Standort)    | Mietshaus    | Jugendstil, Anfang 20. Jahrhundert                                                            | D-1-62-000-6982 Wikidata | Mietshaus    |
| Trogerstraße 46 (Standort)    | Mietshaus    | Jugendstil, Anfang 20. Jahrhundert                                                            | D-1-62-000-6983 Wikidata | Mietshaus    |

### U
| Lage                               | Objekt       | Beschreibung | Akten-Nr.                | Bild         |
| ---------------------------------- | ------------ | --- | ------------------------ | ------------ |
| Untere Johannisstraße 2 (Standort) | Vorstadthaus | in spätklassizistischer Tradition, reich gegliedert, um 1870                                                                   | D-1-62-000-7149 Wikidata | Vorstadthaus |
| Untere Johannisstraße 3 (Standort) | Vorstadthaus | spätklassizistisch, Mitte 19. Jahrhundert; ursprünglich nur mit erstem Obergeschoss, 1873 nach Osten erweitert und aufgestockt | D-1-62-000-7150 Wikidata | Vorstadthaus |
| Untere Johannisstraße 4 (Standort) | Vorstadthaus | Neurenaissance, um 1870 | D-1-62-000-7151 Wikidata | Vorstadthaus |

### V
| Lage                            | Objekt                 | Beschreibung | Akten-Nr.                | Bild                   |
| ------------------------------- | ---------------------- | --- | ------------------------ | ---------------------- |
| Versailler Straße 20 (Standort) | Franziskanerkloster    | 1925–26; an die Gabrielskirche (siehe Prinzregentenstraße 102) angebaut, mit der es eine Gruppe bildet | D-1-62-000-5608 Wikidata | Franziskanerkloster    |
| Versailler Straße 21 (Standort) | Ausgedehnte Wohnanlage | 1927 von Eugen Dreisch für den Beamtenwohnungsverein, in mehreren Flügeln um mehrere Höfe geschlossen, der Kopfbau der Gabrielkirche gegenüber von städtebaulicher Bedeutung, in reduziertem Historismus. Zugehörig: Prinzregentenstraße 92/94/96/98/100 und Schneckenburger Straße 33/35/37/37a/39/39a/41. | D-1-62-000-7197 Wikidata | Ausgedehnte Wohnanlage |

### W
| Lage                              | Objekt                  | Beschreibung | Akten-Nr.                | Bild                    |
| --------------------------------- | ----------------------- | --- | ------------------------ | ----------------------- |
| Walserstraße 2 (Standort)         | Vorstadthaus            | langgestreckter, klassizistischer Eckbau, 1. Hälfte 19. Jahrhundert | D-1-62-000-7321 Wikidata | Vorstadthaus            |
| Walserstraße 3 (Standort)         | Vorstadthaus            | klassizistischer Eckbau mit Schopfwalm, 1. Hälfte 19. Jahrhundert | D-1-62-000-7322 Wikidata | Vorstadthaus            |
| Walserstraße 4 (Standort)         | Mietshaus               | Jugendstil-Eckbau, mit Putzgliederungen, um 1900 | D-1-62-000-7323 Wikidata | Mietshaus               |
| Walserstraße 7 (Standort)         | Mietshaus               | Neurenaissance, um 1870 | D-1-62-000-7324 Wikidata | Mietshaus               |
| Walserstraße 9 (Standort)         | Schlichtes Vorstadthaus | Mitte 19. Jahrhundert | D-1-62-000-7325 Wikidata | Schlichtes Vorstadthaus |
| Weißenburger Platz (Standort)     | Glaspalast-Brunnen      | 1853 von August von Voit für den Glaspalast entworfen, um 1875 vor dem Ostbahnhof am Orleansplatz aufgestellt, 1974 an den gegenwärtigen Platz versetzt.                               | D-1-62-000-7364 Wikidata | weitere Bilder          |
| Weißenburger Straße 1 (Standort)  | Mietshaus               | in spätklassizistischer Tradition, 1889 von Constantin Heldenberg; Eckbau am Rosenheimer Platz, dessen Rondellform angepasst                                                           | D-1-62-000-7366 Wikidata | Mietshaus               |
| Weißenburger Straße 2 (Standort)  | Mietshaus               | Neurenaissance, Ende 19. Jahrhundert; Eckbau am Rosenheimer Platz, dessen Rondellform angepasst.                                                                                       | D-1-62-000-7367 Wikidata | Mietshaus               |
| Weißenburger Straße 5 (Standort)  | Mietshaus               | in spätklassizistischer Tradition, 1875/76 von Georg Köchler | D-1-62-000-7368 Wikidata | Mietshaus               |
| Weißenburger Straße 12 (Standort) | Mietshaus               | Eckbau am Weißenburger Platz, in spätklassizistischer Tradition, um 1870/80. | D-1-62-000-7369 Wikidata | Mietshaus               |
| Weißenburger Straße 14 (Standort) | Mietshaus               | neubarock, reich gegliedert und stuckiert, erbaut 1879, 1903 in barockisierenden Formen umgestaltet und aufgestockt von Valentin Demmelmaier                                           | D-1-62-000-7370 Wikidata | Mietshaus               |
| Weißenburger Straße 19 (Standort) | Mietshaus               | barockisierender Jugendstil, um 1900 | D-1-62-000-7371 Wikidata | Mietshaus               |
| Weißenburger Straße 20 (Standort) | Mietshaus               | in spätklassizistischer Tradition, um 1870/80 | D-1-62-000-7372 Wikidata | Mietshaus               |
| Weißenburger Straße 22 (Standort) | Mietshaus               | in spätklassizistischer Tradition, um 1870/80 | D-1-62-000-7373 Wikidata | Mietshaus               |
| Weißenburger Straße 24 (Standort) | Mietshaus               | in schlichter spätklassizistischer Tradition, um 1870/80 | D-1-62-000-7374 Wikidata | Mietshaus               |
| Weißenburger Straße 29 (Standort) | Mietshaus               | schlichte Neurenaissance, Ende 19. Jahrhundert | D-1-62-000-7375 Wikidata | Mietshaus               |
| Weißenburger Straße 30 (Standort) | Mietshaus               | in spätklassizistischer Tradition, um 1870/80 | D-1-62-000-7376 Wikidata | Mietshaus               |
| Weißenburger Straße 38 (Standort) | Mietshaus               | Neurenaissance, um 1880 | D-1-62-000-7377 Wikidata | Mietshaus               |
| Weißenburger Straße 39 (Standort) | Mietshaus               | neubarock, mit reichem Stuckdekor, 1896 von Johann Sepp | D-1-62-000-7378 Wikidata | Mietshaus               |
| Weißenburger Straße 40 (Standort) | Mietshaus               | Neurenaissance, reich gegliedert, um 1880 | D-1-62-000-7379 Wikidata | Mietshaus               |
| Weißenburger Straße 48 (Standort) | Mietshaus               | Neurenaissance, Ende 19. Jahrhundert; vergleiche Nr. 50 | D-1-62-000-7380 Wikidata | Mietshaus               |
| Weißenburger Straße 50 (Standort) | Mietshaus               | Neurenaissance-Eckbau, 1895/96; vergleiche Nr. 48 | D-1-62-000-7381 Wikidata | Mietshaus               |
| Wiener Platz (Standort)           | Brunnen                 | Bronzefigur eines Knaben mit Fischen von Bildhauer Ignatius Taschner (1871–1913), auf Postament in Becken 1934 abermals 1979 bzw. 2002 neu aufgestellt; vor dem Gebäude Wiener Platz 5 | D-1-62-000-5479 Wikidata | weitere Bilder          |
| Wiener Platz (Standort)           | Marktstand (Nr. 4)      | Erdgeschossiger, hölzerner Satteldachbau mit abgeschrägter Ecke mit Giebel, um 1900 | D-1-62-000-9840 Wikidata | Marktstand (Nr. 4)      |
| Wiener Platz 2 (Standort)         | Mietshaus               | neubarocker Eckbau, reich gegliedert, um 1900 | D-1-62-000-7532 Wikidata | Mietshaus               |
| Wiener Platz 4 (Standort)         | Kleinhaus               | frühes 19. Jahrhundert | D-1-62-000-7533 Wikidata | Kleinhaus               |
| Wiener Platz 5 (Standort)         | Kleinhaus               | wohl spätes 18. Jahrhundert | D-1-62-000-7534 Wikidata | Kleinhaus               |
| Wiener Platz 6 (Standort)         | Kleinhaus               | im Kern wohl um 1800, zum Teil aufgestockt | D-1-62-000-7535 Wikidata | Kleinhaus               |
| Wiener Platz 7 (Standort)         | Mietshaus               | deutsche Renaissance, mit Erker, um 1901–03; zum Teil vereinfacht; stattlicher Block mit Nr. 8 ehemals unter der Nummer D-1-62-000-7536 separat aufgeführt                             | D-1-62-000-7537 Wikidata | weitere Bilder          |
| Wiener Platz 8 (Standort)         | Mietshaus               | deutsche Renaissance, mit Erkern, bezeichnet 1901–03; zum Teil vereinfacht; stattlicher Block mit Nr. 7                                                                                | D-1-62-000-7537 Wikidata | weitere Bilder          |
| Wolfgangstraße 4 (Standort)       | Vorstadthaus            | dreigeschossiger Satteldachbau mit Zwerchhäusern, wohl um 1800 | D-1-62-000-7669 Wikidata | Vorstadthaus            |
| Wolfgangstraße 5 (Standort)       | Mietshaus               | dreigeschossiger neubarocker Mansarddachbau mit Zwerchhaus und reicher Stuckgliederung, um 1890                                                                                        | D-1-62-000-7670 Wikidata | weitere Bilder          |
| Wolfgangstraße 6 (Standort)       | Vorstadthaus            | vom Herbergen-Typus, wohl um 1800 | D-1-62-000-7671 Wikidata | Vorstadthaus            |
| Wolfgangstraße 8 (Standort)       | Mietshaus               | spätklassizistisch, Mitte 19. Jahrhundert; Block mit Nr. 10 | D-1-62-000-7672 Wikidata | Mietshaus               |
| Wolfgangstraße 9 (Standort)       | Doppelmietshaus         | mit Nr. 11, barockisierend, Anfang 20. Jahrhundert | D-1-62-000-7673 Wikidata | Doppelmietshaus         |
| Wolfgangstraße 10 (Standort)      | Mietshaus               | spätklassizistisch, Mitte 19. Jahrhundert; Block mit Nr. 8 | D-1-62-000-7674 Wikidata | Mietshaus               |
| Wolfgangstraße 11 (Standort)      | Doppelmietshaus         | mit Nr. 9, barockisierend, Anfang 20. Jahrhundert ehemals unter der Nummer D-1-62-000-7675 separat aufgeführt                                                                          | D-1-62-000-7673 Wikidata | Doppelmietshaus         |
| Wolfgangstraße 20 (Standort)      | Mietshaus               | dreigeschossiger, traufseitiger Satteldachbau mit flachen Seitenrisaliten, spätklassizistisch, Mitte 19. Jahrhundert                                                                   | D-1-62-000-3827 Wikidata | Mietshaus               |
| Wolfgangstraße 22 (Standort)      | Vorstadthaus            | spätklassizistisch, Mitte 19. Jahrhundert | D-1-62-000-7677 Wikidata | Vorstadthaus            |
| Wörthstraße 3 (Standort)          | Mietshaus               | neubarock, mit zwei Erkern, 1895 von Josef Kalb | D-1-62-000-7643 Wikidata | Mietshaus               |
| Wörthstraße 5 (Standort)          | Mietshaus               | neubarock mit Lisenen und Segmentgiebel, um 1890; zum Teil vereinfacht | D-1-62-000-7644 Wikidata | Mietshaus               |
| Wörthstraße 8 (Standort)          | Mietshaus               | neubarocker Eckbau, mit reichem Stuckdekor, 1894 von Franz Hammel | D-1-62-000-7645 Wikidata | weitere Bilder          |
| Wörthstraße 10 (Standort)         | Mietshaus               | Neurenaissance, Ende 19. Jahrhundert | D-1-62-000-7646 Wikidata | Mietshaus               |
| Wörthstraße 12 (Standort)         | Mietshaus               | Neurenaissance, Ende 19. Jahrhundert | D-1-62-000-7647 Wikidata | Mietshaus               |
| Wörthstraße 13 (Standort)         | Mietshaus               | neubarock, mit Stuckdekor (Masken), um 1890 | D-1-62-000-7648 Wikidata | Mietshaus               |
| Wörthstraße 15 (Standort)         | Mietshaus               | Neurenaissance, mit Erker, 1897/98 | D-1-62-000-7649 Wikidata | Mietshaus               |
| Wörthstraße 17 (Standort)         | Mietshaus               | neubarocker Eckbau, mit Erkern, am Rustika-Erdgeschoss Scheitelmasken, um 1890; vereinfacht                                                                                            | D-1-62-000-7650 Wikidata | weitere Bilder          |
| Wörthstraße 24 (Standort)         | Mietshaus               | Neurenaissance, 1889; vergleiche Nr. 26 | D-1-62-000-7651 Wikidata | weitere Bilder          |
| Wörthstraße 26 (Standort)         | Mietshaus               | Neurenaissance, um 1889; vergleiche Nr. 24 | D-1-62-000-7652 Wikidata | weitere Bilder          |
| Wörthstraße 27 (Standort)         | Mietshaus               | neubarock, mit Erker, um 1896; zum Teil vereinfacht; Gruppe mit Nr. 29 | D-1-62-000-7653 Wikidata | Mietshaus               |
| Wörthstraße 29 (Standort)         | Mietshaus               | neubarock, mit Erker, Masken und Giebel, bezeichnet 1896, von Ernst Schnetzler; Gruppe mit Nr. 27                                                                                      | D-1-62-000-7654 Wikidata | weitere Bilder          |
| Wörthstraße 30 (Standort)         | Mietshaus               | Neurenaissance, 1880 von Alois Dietz jun. | D-1-62-000-7655 Wikidata | weitere Bilder          |
| Wörthstraße 31 (Standort)         | Mietshaus               | Neurenaissance, mit Erker, Ende 19. Jahrhundert | D-1-62-000-7656 Wikidata | weitere Bilder          |
| Wörthstraße 32 (Standort)         | Mietshaus               | Neurenaissance, 1888/89 von Alois Dietz; mit Büste Ludwigs II. in Nische. | D-1-62-000-7657 Wikidata | weitere Bilder          |
| Wörthstraße 33 (Standort)         | Mietshaus               | fünfgeschossiger Neurenaissancebau mit Satteldach und Rustizierung in den unteren Geschossen, Ende 19. Jahrhundert; Gruppe mit Nr. 31                                                  | D-1-62-000-7658 Wikidata | weitere Bilder          |
| Wörthstraße 35 (Standort)         | Mietshaus               | Neurenaissance, 1890 von Jakob Freundorfer | D-1-62-000-7659 Wikidata | weitere Bilder          |
| Wörthstraße 36 (Standort)         | Mietshaus               | neubarocker Eckbau, reich gegliedert, 1895 von Georg Müller | D-1-62-000-7660 Wikidata | weitere Bilder          |
| Wörthstraße 38 (Standort)         | Mietshaus               | Neurenaissance, Ende 19. Jahrhundert | D-1-62-000-7661 Wikidata | Mietshaus               |
| Wörthstraße 39 (Standort)         | Mietshaus               | neubarocker Eckbau, mit Erkern und reichem Stuckdekor, 1897 | D-1-62-000-7662 Wikidata | weitere Bilder          |
| Wörthstraße 40 (Standort)         | Mietshaus               | Neurenaissance, Ende 19. Jahrhundert | D-1-62-000-7663 Wikidata | Mietshaus               |
| Wörthstraße 42 (Standort)         | Mietshaus               | Neurenaissance, Ende 19. Jahrhundert | D-1-62-000-7664 Wikidata | Mietshaus               |
| Wörthstraße 49 (Standort)         | Mietshaus               | Neurenaissance, Ende 19. Jahrhundert | D-1-62-000-7665 Wikidata | Mietshaus               |

### Z
| Lage                            | Objekt                                     | Beschreibung | Akten-Nr.                | Bild                                       |
| ------------------------------- | ------------------------------------------ | --- | ------------------------ | ------------------------------------------ |
| Zellstraße 4 (Standort)         | Muffatwerk (Elektrizitätswerk)             | Südteil klassizistischer Rustikabau, 1836 als Muffat-Brunnhaus erbaut; Nordteil im barockisierenden Jugendstil, 1898 von Carl Hocheder d. Ä., mit hohem, architektonisch gegliedertem Kamin. | D-1-62-000-7715 Wikidata | weitere Bilder                             |
| Zellstraße 8 (Standort)         | Dienstwohngebäude von Nr. 4                | schlösschenartiges, neubarockes Wohnhaus, 1900; ringsum Gartengitter mit Pfeilern | D-1-62-000-7716 Wikidata | Dienstwohngebäude von Nr. 4                |
| Zumpestraße 4/6/8/10 (Standort) | Symmetrische, zweigiebelige Wohnhausgruppe | im späten Jugendstil, 1911 von Johann Mund | D-1-62-000-7782 Wikidata | Symmetrische, zweigiebelige Wohnhausgruppe |

## Ehemalige Baudenkmäler
In diesem Abschnitt sind Objekte aufgeführt, die früher einmal in der Denkmalliste eingetragen waren, jetzt aber nicht mehr. Objekte, die in anderem Zusammenhang – also z. B. als Teil eines Baudenkmals – weiter eingetragen sind, sollen hier nicht aufgeführt werden. Aktennummern in diesem Abschnitt sind ehemalige, jetzt nicht mehr gültige Aktennummern.

| Lage                          | Objekt                     | Beschreibung | Akten-Nr.                | Bild                       |
| ----------------------------- | -------------------------- | --- | ------------------------ | -------------------------- |
| Max-Weber-Platz 12 (Standort) | Straßenbahn-Stationshaus   | Jugendstil, 1906 von Richard Schachner; in Platzmitte; beim U-Bahnbau abgetragen und als Überdachung der Rolltreppen zur U-Bahn wiederaufgebaut Im Dezember 2016 aus der Denkmalliste gestrichen            | D-1-62-000-4493          | Straßenbahn-Stationshaus   |
| Orleansplatz (Standort)       | Grünanlage                 | Von 1873–74; Orleansbrunnen, 1974 auf den Weißenburger Platz versetzt, siehe dort. Zwei große Fahnenmasten nach Entwurf von Hans Grässel, gegossen von Ferdinand von Miller d. J., 1928; derzeit deponiert. | D-1-62-000-5018 Wikidata | Grünanlage                 |
| Steinstraße 45 (Standort)     | Zweigeschossiges Kleinhaus | 19. Jahrhundert; 1998 aus der Denkmalliste gestrichen | D-1-62-000-6645 Wikidata | Zweigeschossiges Kleinhaus |
| Weißenburger Platz (Standort) | Weißenburger Platz         | Um 1872 angelegter Kreisplatz mit zentraler Grünfläche. |                          | weitere Bilder             |

## Abgegangene Baudenkmäler
In diesem Abschnitt sind Objekte aufgeführt, die früher einmal in der Denkmalliste eingetragen waren, jetzt aber nicht mehr existieren, z. B. weil sie abgebrochen wurden. Aktennummern in diesem Abschnitt sind ehemalige, jetzt nicht mehr gültige Aktennummern.

| Lage                    | Objekt              | Beschreibung                                                                                     | Akten-Nr.                | Bild                |
| ----------------------- | ------------------- | ------------------------------------------------------------------------------------------------ | ------------------------ | ------------------- |
| Hochstraße 9 (Standort) | Niedriges Traufhaus | biedermeierlich, mit Rundbogenfenstern im Obergeschoss. Abriss im August 2017 zwecks Hotelneubau | D-1-62-000-2697 Wikidata | Niedriges Traufhaus |